# Liberalism
Liberalismul este o filozofie politică și morală bazată pe drepturile individuale, libertate, consimțământul celor guvernați, egalitate politică, dreptul la proprietate privată și egalitate în fața legii. Liberalii susțin diverse viziuni, adesea contradictorii, în funcție de interpretarea acestor principii, dar, în general, promovează proprietatea privată, economiile de piață, drepturile individuale (inclusiv drepturile civile și drepturile omului), Democrație liberală, Secularismul, Statul de drept, Libertatea economică și politică, Libertatea de exprimare, Libertatea presei, Libertatea de întrunire și Libertatea religiei. Liberalismul este adesea citat ca ideologia dominantă a istoriei moderne.
Liberalismul a devenit o mișcare distinctă în Epoca Luminilor, câștigând popularitate în rândul filosofilor și economiștilor occidentali. Acesta și-a propus să înlocuiască privilegiile asociate cu nobilimea, religia de stat, monarhia absolută, dreptul divin al regilor și conservatorismul tradițional cu democrația reprezentativă, statul de drept și egalitatea în fața legii. Liberalii au pus capăt politicilor mercantiliste, monopolurilor regale și altor bariere comerciale, promovând în schimb comerțul liber și liberalizarea piețelor. Filosoful John Locke este adesea considerat fondatorul liberalismului ca tradiție distinctă bazată pe contractul social, argumentând că fiecare om are drepturi naturale la viață, libertate și proprietate, iar guvernele nu trebuie să încalce aceste drepturi. În timp ce tradiția liberală britanică a accentuat extinderea Democrației, liberalismul francez a subliniat respingerea autoritarismului și este legat de construcția națională.
Liderii Revoluției Glorioase din 1688 din Marea Britanie, Revoluției Americane din anul 1776 și Revoluției Franceze din 1789 au folosit filosofia liberală pentru a justifica răsturnarea armată a suveranității regale. Secolul al XIX-lea a văzut guverne liberale stabilite în Europa și America de Sud, iar liberalismul era bine consolidat alături de republicanism în Statele Unite ale Americii. În Marea Britanie victoriană, a fost folosit pentru a critica establishmentul politic, apelând la știință și rațiune în numele poporului. În secolele al XIX-lea și începutul secolului al XX-lea, liberalismul din Imperiul Otoman și Orientul Mijlociu a influențat perioade de reformă, precum Tanzimatul și Al-Nahda, și apariția Constituționalismului, Naționalismului și Secularismului. Aceste schimbări, alături de alți factori, au contribuit la crearea unui sentiment de criză în cadrul islamului, care continuă până în prezent, conducând la revigorarea islamică. Până în anul 1920, principalii oponenți ideologici ai liberalismului erau Comunismul, Conservatorismul și Socialismul; ulterior, liberalismul s-a confruntat cu provocări ideologice majore din partea fascismului și marxism-leninismului. În secolul al XX-lea, ideile liberale s-au răspândit și mai mult, în special în Europa de Vest, deoarece democrațiile liberale au ieșit învingătoare în ambele războaie mondiale și în Războiul Rece.
Liberalii au urmărit și au stabilit o ordine constituțională care prețuiește libertăți individuale importante, precum libertatea de exprimare și libertatea de asociere; o justiție independentă și procese publice cu juriu; și abolirea privilegiilor aristocratice. Valurile ulterioare de gândire liberală modernă și de luptă au fost puternic influențate de nevoia de a extinde drepturile civile. Liberalii au militat pentru egalitatea de gen și rasială în eforturile lor de a promova drepturile civile, iar mișcările globale pentru drepturile civile din secolul al XX-lea au realizat mai multe obiective în acest sens. Alte obiective acceptate adesea de liberali includ votul universal și accesul universal la educație. În Europa și America de Nord, instituirea liberalismului social (adesea numit pur și simplu liberalism în Statele Unite ale Americii) a devenit o componentă cheie în extinderea statului bunăstării. Astăzi, partidele liberale continuă să exercite putere și influență în întreaga lume. Elemente fundamentale ale societății contemporane au rădăcini liberale. Primele valuri ale liberalismului au popularizat individualismul economic, extinzând în același timp Guvernarea constituțională și Autoritatea parlamentară.

## Definiții

### Originile gândirii liberale
Cuvintele liberal, liberty, libertarian și libertine își au originea în „liber”, un cuvânt din latină care înseamnă „liber”. Una dintre primele utilizări înregistrate ale termenului „liberal” datează din anul 1375, când a fost folosit pentru a descrie artele liberale în contextul unei educații potrivite pentru un om liber din naștere. Legătura timpurie a cuvântului cu educația clasică dintr-o universitate medievală a lăsat curând loc unei diversități de sensuri și conotații. „Liberal” putea însemna „generos în dăruire” încă din anul 1387, „făcut fără reținere” în anul 1433, „permis fără restricții” în anul 1530 și „liber de constrângeri” – adesea cu o conotație peiorativă – în secolele al XVI-lea și al XVII-lea.
În Regatul Angliei din secolul al XVI-lea, „liberal” putea avea atât atribute pozitive, cât și negative, referindu-se fie la generozitatea, fie la lipsa de discreție a unei persoane. În piesa Much Ado About Nothing, William Shakespeare a scris despre „un ticălos liberal” care „și-a mărturisit întâlnirile josnice”. Odată cu apariția Epocii Luminilor, cuvântul a dobândit tonuri mult mai pozitive, fiind definit ca „liber de prejudecăți înguste” în 1781 și „liber de bigotism” în 1823. În anul 1815, termenul „liberalism” a fost utilizat pentru prima dată în limba engleză.
În Spania, liberales, primul grup care a folosit eticheta „liberal” în context politic, au luptat timp de decenii pentru implementarea Constituției spaniole din 1812. Între anii 1820 și 1823, în timpul Trieniului Liberal, regele Ferdinand al VII-lea a fost obligat de liberali să jure că va respecta Constituția din anul 1812. Până la mijlocul secolului al XIX-lea, termenul „liberal” a fost utilizat ca un termen politizat pentru partide și mișcări din întreaga lume.
Galbenul este culoarea politică asociată cel mai frecvent cu liberalismul. Statele Unite diferă de alte țări prin asocierea conservatorismului cu roșu și a liberalismului cu albastru.

### Utilizarea și definițiile moderne
În Europa și America Latină, liberalismul înseamnă o formă moderată de liberalism clasic și include atât liberalismul conservator (liberalism de centru-dreapta), cât și liberalismul social (liberalism de centru-stânga).
În America de Nord, liberalismul se referă aproape exclusiv la liberalismul social. Partidul dominant din Canada este Partidul Liberal, iar Partidul Democrat este de obicei considerat liberal în Statele Unite. În Statele Unite, liberalii conservatori sunt de obicei numiți conservatori într-un sens mai larg.

#### Liberalismul social
De-a lungul timpului, sensul liberalismului a început să diverge în diferite părți ale lumii. Începând cu anii 1930, în Statele Unite, termenul „liberalism” este folosit, de obicei, fără calificative pentru a se referi la liberalismul social, o formă de liberalism care susține o economie de piață reglementată și extinderea drepturilor civile și politice, considerând binele comun compatibil sau superior libertății individuale.
Potrivit Encyclopædia Britannica: „În Statele Unite, liberalismul este asociat cu politicile statului bunăstării din cadrul programului New Deal al administrației democrate a președintelui Franklin D. Roosevelt, în timp ce în Europa este asociat mai frecvent cu angajamentul față de un guvern limitat și politici economice de tip laissez-faire.” Această formă de liberalism este cunoscută și sub numele de liberalism modern, pentru a o distinge de liberalismul clasic, care a evoluat în conservatorism modern. În Statele Unite, cele două forme de liberalism constituie cei doi poli principali ai politicii americane, sub formele liberalismului american modern și conservatorismului american modern.
Unii liberali, care se identifică drept liberali clasici, conservatori fiscali sau libertarieni, susțin idealurile liberale fundamentale, dar se distanțează de gândirea liberală modernă, considerând că libertatea economică este mai importantă decât egalitatea socială. În consecință, ideile de individualism și economie de tip laissez-faire, anterior asociate cu liberalismul clasic, sunt componente esențiale ale conservatorismului american modern și ale conservatorismului de mișcare și au devenit baza noii școli de gândire libertariană americană modernă. În acest context american, termenul „liberal” este adesea folosit cu o conotație peiorativă.
Această filozofie politică este exemplificată prin adoptarea unor legislații sociale majore și a programelor de bunăstare. Două exemple importante în Statele Unite sunt politicile New Deal ale lui Franklin D. Roosevelt și, ulterior, programul Great Society al lui Lyndon B. Johnson, precum și alte realizări, cum ar fi Administrația pentru Progresul Lucrărilor și Legea privind Securitatea Socială din 1935, Legea Drepturilor Civile din 1964 și Legea Drepturilor de Vot din 1965.
Liberalismul modern, atât în Statele Unite, cât și în alte țări occidentale majore, include acum probleme precum căsătoria între persoane de același sex, drepturile persoanelor transgender, abolirea pedepsei capitale, drepturile reproductive și alte drepturi ale femeilor, drepturile de vot pentru toți cetățenii adulți, drepturile civile, justiția de mediu și protecția guvernamentală a dreptului la un nivel de trai adecvat. Serviciile sociale naționale, cum ar fi egalitatea de oportunități educaționale, accesul la asistență medicală și infrastructura de transport, au scopul de a îndeplini responsabilitatea de a promova bunăstarea generală a tuturor cetățenilor, așa cum este stabilit de Constituția Statelor Unite.

#### Liberalismul clasic
Liberalismul clasic este o tradiție politică și o ramură a liberalismului care susține economia de piață liberă și principiile economiei de tip laissez-faire, precum și libertățile civile sub domnia legii, punând un accent special pe autonomia individuală, guvernarea limitată, libertatea economică, libertatea politică și libertatea de exprimare. Spre deosebire de ramurile liberalismului, cum ar fi liberalismul social, liberalismul clasic privește cu mai multă reticență politicile sociale, taxarea și implicarea statului în viața indivizilor, promovând în schimb dereglementarea.
Până la Marea Depresiune și ascensiunea liberalismului social, liberalismul clasic era numit liberalism economic. Ulterior, termenul a fost folosit ca un retronim pentru a distinge liberalismul din secolul al XIX-lea de liberalismul social. După standardele moderne, în Statele Unite termenul simplu „liberalism” se referă adesea la liberalismul social, dar în Europa și Australia, termenul „liberalism” desemnează frecvent liberalismul clasic.
Liberalismul clasic a înflorit pe deplin la începutul secolului al XVIII-lea, bazându-se pe idei care datează cel puțin din secolul al XVI-lea, în contexte iberice, britanice și central-europene, fiind fundamental pentru Revoluția Americană și „Proiectul American” în sens mai larg. Printre personalitățile liberale notabile ale căror idei au contribuit la liberalismul clasic se numără John Locke, Jean-Baptiste Say, Thomas Malthus și David Ricardo. Liberalismul clasic s-a inspirat din economia clasică, în special din ideile economice exprimate de Adam Smith în Avuția națiunilor, și din credința în legea naturală. În vremurile contemporane, Friedrich Hayek, Milton Friedman, Ludwig von Mises, Thomas Sowell, George Stigler, Larry Arnhart, Ronald Coase și James M. Buchanan sunt considerați cei mai proeminenți susținători ai liberalismului clasic. Cu toate acestea, unii cercetători fac referire la aceste gândiri contemporane ca fiind liberalism neoclasic, pentru a le distinge de liberalismul clasic din secolul al XVIII-lea.
În contextul politicii americane, liberalismul clasic poate fi descris ca fiind „conservator din punct de vedere fiscal” și „liberal din punct de vedere social”. Cu toate acestea, liberalii clasici tind să respingă toleranța mai mare a dreptei față de protecționismul economic, precum și înclinația stângii pentru drepturi colective de grup, din cauza principiului central al individualismului în liberalismul clasic. În plus, în Statele Unite, liberalismul clasic este considerat strâns legat de, sau sinonim cu, libertarianismul american.

## Filozofie
Liberalismul — atât ca curent politic, cât și ca tradiție intelectuală — este în mare parte un fenomen modern care a început în secolul al XVII-lea, deși unele idei filosofice liberale au avut precursori în Antichitatea clasică și în China imperială. Împăratul roman Marcus Aurelius lăuda „ideea unui sistem politic administrat cu respect pentru drepturi egale și libertatea de exprimare egală, precum și ideea unui guvern regal care respectă, mai presus de toate, libertatea celor guvernați”.
Cercetătorii au recunoscut, de asemenea, numeroase principii familiare liberalilor contemporani în lucrările mai multor sofiști și în Elogiul funerar al lui Pericle. Filosofia liberală reprezintă punctul culminant al unei tradiții intelectuale extinse, care a examinat și popularizat unele dintre cele mai importante și controversate principii ale lumii moderne. Producția sa vastă de lucrări academice a fost caracterizată ca având „bogăție și diversitate”, însă această diversitate înseamnă adesea că liberalismul există în diferite formulări și reprezintă o provocare pentru oricine încearcă să îi găsească o definiție clară.

### Teme majore
Deși toate doctrinele liberale împărtășesc un patrimoniu comun, cercetătorii presupun frecvent că acestea conțin „curente de gândire separate și adesea contradictorii”. Obiectivele teoreticienilor și filosofilor liberali au variat în funcție de epoci, culturi și continente. Diversitatea liberalismului poate fi observată prin numeroasele calificative pe care gânditorii și mișcările liberale le-au atașat termenului „liberalism”, inclusiv clasic, egalitar, economic, social, stat al bunăstării, etic, umanist, deontologic, perfecționist, democratic și instituțional, pentru a numi doar câțiva. În ciuda acestor variații, gândirea liberală prezintă câteva concepții definite și fundamentale.
Filosoful politic John Gray a identificat trăsăturile comune ale gândirii liberale ca fiind individualistă, egalitară, amelioristă și universalistă. Elementul individualist afirmă primatul etic al ființei umane în fața presiunilor colectivismului social; elementul egalitar atribuie aceeași valoare morală și același statut tuturor indivizilor; elementul ameliorist susține că generațiile succesive pot îmbunătăți aranjamentele sociopolitice, iar elementul universalist afirmă unitatea morală a speciei umane și marginalizează diferențele culturale locale.
Elementul ameliorist a fost subiectul multor controverse, fiind apărat de gânditori precum Immanuel Kant, care credea în progresul uman, dar criticat de gânditori precum Jean-Jacques Rousseau, care considera că încercările oamenilor de a se îmbunătăți prin cooperare socială ar eșua.
Tradiția filosofică liberală a căutat validare și justificare prin diverse proiecte intelectuale. Presupozițiile morale și politice ale liberalismului s-au bazat pe tradiții precum drepturile naturale și teoria utilitaristă, deși uneori liberalii solicită sprijin chiar din cercuri științifice și religioase. Prin toate aceste curente și tradiții, cercetătorii au identificat următoarele trăsături comune majore ale gândirii liberale:
- Credința în egalitate și libertatea individuală
- Susținerea proprietății private și a drepturilor individuale
- Susținerea ideii de guvernare constituțională limitată
- Recunoașterea importanței valorilor conexe, precum pluralismul, toleranța, autonomia, integritatea corporală și consimțământul[54]

### Clasic și modern

#### John Locke și Thomas HobbesVezi și:John LockeșiThomas Hobbes.

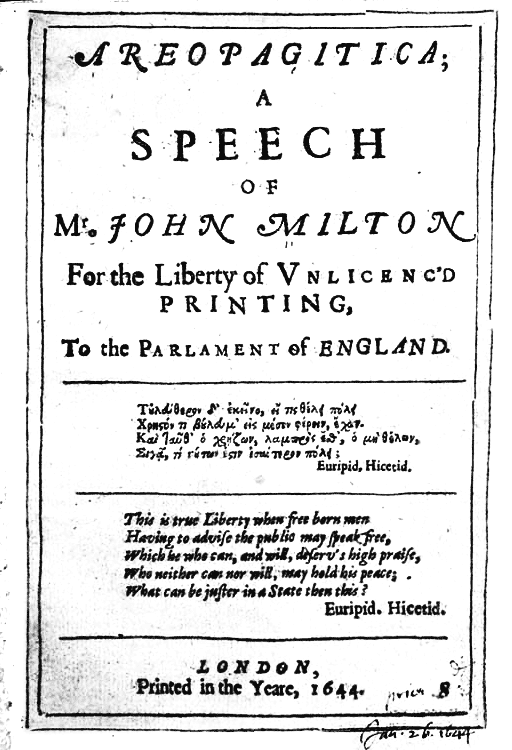
Areopagitica (1644) a lui John Milton a susținut importanța libertății de exprimare.

Filosofii iluminismului sunt recunoscuți pentru influența lor în conturarea ideilor liberale. Aceste idei au fost pentru prima dată reunite și sistematizate ca o ideologie distinctă de filosoful englez John Locke, considerat în general părintele liberalismului modern. Thomas Hobbes a încercat să determine scopul și justificarea autorității guvernamentale în Anglia post-război civil. Folosind conceptul de „stare de natură” – un scenariu ipotetic de război generalizat care precede formarea statului – el a construit ideea unui contract social în care indivizii intră pentru a-și garanta securitatea, formând astfel statul, concluzionând că doar un suveran absolut ar putea menține pe deplin această securitate.
Hobbes a dezvoltat conceptul de contract social, conform căruia indivizii, în starea anarhică și brutală a naturii, se reunesc și cedează voluntar o parte din drepturile lor unei autorități statale stabilite, care creează legi pentru a reglementa interacțiunile sociale, a reduce conflictele și a impune dreptatea. În timp ce Hobbes susținea o monarhie puternică (Leviatanul), Locke a dezvoltat o idee radicală pentru acea vreme: guvernarea își derivă legitimitatea din consimțământul celor guvernați, care trebuie să fie permanent prezent pentru ca guvernul să rămână legitim.
Adoptând ideea lui Hobbes despre starea de natură și contractul social, Locke a argumentat totuși că, atunci când monarhul devine tiran, el încalcă contractul social, care protejează viața, libertatea și proprietatea ca drepturi naturale. Locke a concluzionat că oamenii au dreptul de a răsturna un tiran. Prin plasarea securității vieții, libertății și proprietății ca valori supreme ale legii și autorității, Locke a formulat baza liberalismului pe teoria contractului social. Pentru acești gânditori iluminiști timpurii, asigurarea condițiilor esențiale ale vieții — libertatea și proprietatea privată — necesita formarea unei autorități „suverane” cu jurisdicție universală.
Opera sa influentă Două tratate despre guvernare (1690), textul fundamental al ideologiei liberale, a schițat principalele sale idei. Locke a susținut că, odată ce oamenii au părăsit starea naturală și au format societăți, „ceea ce începe și constituie efectiv orice societate politică este doar consimțământul unui număr de oameni liberi capabili să formeze o majoritate, care să se unească și să se integreze într-o astfel de societate. Și aceasta este acea unică forță care ar fi putut da naștere oricărui guvern legitim în lume.” Insistența strictă a lui Locke că guvernarea legitimă nu are o bază supranaturală reprezenta o ruptură clară față de teoriile dominante despre guvernare, care susțineau dreptul divin al regilor și care reflectau gândirea lui Aristotel. Dr. John Zvesper a descris această gândire nouă astfel: „În înțelegerea liberală, nu există cetățeni în cadrul regimului care să poată pretinde să conducă prin drept natural sau supranatural, fără consimțământul celor guvernați.”
Locke a avut și alți oponenți intelectuali în afară de Hobbes. În Primul tratat, Locke și-a concentrat argumentele, în primul rând, asupra unuia dintre pilonii filozofiei conservatoare engleze din secolul al XVII-lea: Robert Filmer. Opera lui Filmer, Patriarcha (1680), susținea dreptul divin al regilor, bazându-se pe învățături biblice și afirmând că autoritatea acordată lui Adam de Dumnezeu le oferea succesorilor lui Adam, pe linie masculină, dreptul de dominare asupra tuturor celorlalți oameni și creaturi din lume.
Locke a dezaprobat atât de profund ideile lui Filmer încât Primul tratat este aproape o refutare frază cu frază a lucrării Patriarcha. Subliniind respectul său pentru consens, Locke a susținut că „societatea conjugală este formată printr-un pact voluntar între bărbați și femei”. Locke a susținut că autoritatea acordată în Geneza nu era pentru bărbați asupra femeilor, așa cum credea Filmer, ci pentru oameni asupra animalelor. Deși Locke nu era feminist în sensul modern, primul mare gânditor liberal din istorie a realizat un pas semnificativ către o lume mai pluralistă: integrarea femeilor în teoria socială.
Locke a fost, de asemenea, inițiatorul conceptului de separare a bisericii de stat. Bazându-se pe principiul contractului social, Locke a susținut că guvernul nu are autoritate în domeniul conștiinței individuale, deoarece acesta este un aspect pe care oamenii raționali nu îl pot ceda guvernului sau altor entități pentru a-l controla. Pentru Locke, acest lucru a generat un drept natural la libertatea conștiinței, pe care el a argumentat că trebuie protejat de orice autoritate guvernamentală. În scrierile sale Scrisori despre toleranță, el a formulat, de asemenea, o apărare generală în favoarea toleranței religioase. Trei argumente sunt principale:
1. Judecătorii pământești, statul în special, și oamenii în general nu pot evalua în mod fiabil veridicitatea afirmațiilor provenite din perspective religioase concurente;
2. Chiar dacă ar putea, impunerea unei singure „religii adevărate” nu ar avea efectul dorit, deoarece credința nu poate fi constrânsă prin violență;
3. Constrângerea uniformității religioase ar genera mai multă dezordine socială decât ar permite diversitatea.

Locke a fost influențat și de ideile liberale ale politicianului și poetului prezbiterian John Milton, care a fost un susținător ferm al libertății în toate formele sale. Milton a argumentat în favoarea separării bisericii de stat ca fiind singura modalitate eficientă de a realiza o toleranță largă. În loc să constrângă conștiința unui om, guvernul ar trebui să recunoască forța de convingere a Evangheliei. Ca asistent al lui Oliver Cromwell, Milton a redactat și o constituție a independenților (Agreement of the People; 1647), care sublinia puternic egalitatea tuturor oamenilor, ca o consecință a tendințelor democratice. În Areopagitica, Milton a oferit unul dintre primele argumente pentru importanța libertății de exprimare – „libertatea de a cunoaște, de a exprima și de a argumenta liber conform conștiinței, mai presus de toate libertățile”. Argumentul său central era că individul poate folosi rațiunea pentru a distinge între bine și rău. Pentru a exercita acest drept, fiecare trebuie să aibă acces nelimitat la ideile semenilor săi, într-o „confruntare liberă și deschisă”, care va permite argumentelor bune să prevaleze.
În starea naturală a lucrurilor, liberalii susțineau că oamenii erau conduși de instinctele de supraviețuire și autoconservare, iar singura cale de a scăpa de o astfel de existență periculoasă era formarea unei puteri comune și supreme, capabilă să arbitreze între dorințele umane concurente. Această putere putea fi constituită în cadrul unei societăți civile care permite indivizilor să încheie un contract social voluntar cu autoritatea suverană, transferându-și drepturile naturale acesteia în schimbul protecției vieții, libertății și proprietății.
Acești primi gânditori liberali erau adesea în dezacord cu privire la forma cea mai potrivită de guvernare, dar toți credeau că libertatea este naturală și că restricționarea acesteia necesită o justificare solidă. În general, liberalii susțineau guvernarea limitată, deși unii filosofi liberali criticau vehement guvernarea în sine, Thomas Paine scriind: „guvernarea, chiar și în cea mai bună stare a sa, este un rău necesar”.

#### James Madison și Montesquieu
Ca parte a proiectului de limitare a puterilor guvernului, teoreticieni liberali precum James Madison și Montesquieu au conceput ideea separării puterilor, un sistem conceput pentru a distribui în mod egal autoritatea guvernamentală între ramurile executivă, legislativă și judiciară. Liberalii susțineau că guvernele trebuie să înțeleagă că un guvern legitim există doar cu consimțământul celor guvernați, astfel încât o guvernare deficitară sau inadecvată le conferă oamenilor autoritatea de a răsturna ordinea conducătoare prin toate mijloacele posibile, chiar și prin violență deschisă sau revoluție, dacă este necesar.
Liberalii contemporani, profund influențați de liberalismul social, au susținut guvernarea constituțională limitată, în timp ce au pledat pentru servicii și dispoziții oferite de stat pentru a asigura drepturi egale. Liberalii moderni afirmă că garanțiile formale sau oficiale ale drepturilor individuale sunt irelevante atunci când indivizii nu dispun de mijloacele materiale pentru a beneficia de aceste drepturi, solicitând un rol mai mare al guvernului în administrarea afacerilor economice.
Liberalii timpurii au pus, de asemenea, bazele separării bisericii de stat. Ca moștenitori ai Iluminismului, liberalii credeau că orice ordine socială și politică rezultă din interacțiunile umane, nu din voința divină. Mulți liberali erau deschis ostili față de credințele religioase, dar cei mai mulți și-au concentrat opoziția asupra unirii autorității religioase și politice, argumentând că credința poate prospera independent, fără sponsorizarea oficială sau administrarea de către stat.
Dincolo de identificarea unui rol clar pentru guvern în societatea modernă, liberalii au dezbătut și sensul și natura celui mai important principiu al filozofiei liberale: libertatea. Din secolul al XVII-lea până în secolul al XIX-lea, liberalii (de la Adam Smith la John Stuart Mill) au conceptualizat libertatea ca absența interferenței din partea guvernului și a altor indivizi, susținând că toți oamenii ar trebui să aibă libertatea de a-și dezvolta abilitățile și capacitățile unice fără a fi împiedicați de alții.
Lucrarea lui Mill, Despre libertate (1859), unul dintre textele clasice ale filozofiei liberale, proclama: „singura libertate care merită acest nume este aceea de a ne urmări propriul bine în felul nostru”. Sprijinul pentru capitalismul laissez-faire este adesea asociat cu acest principiu, Friedrich Hayek argumentând în Drumul către servitute (1944) că dependența de piețele libere ar împiedica controlul totalitar al statului.

#### Coppet Group și Benjamin Constant

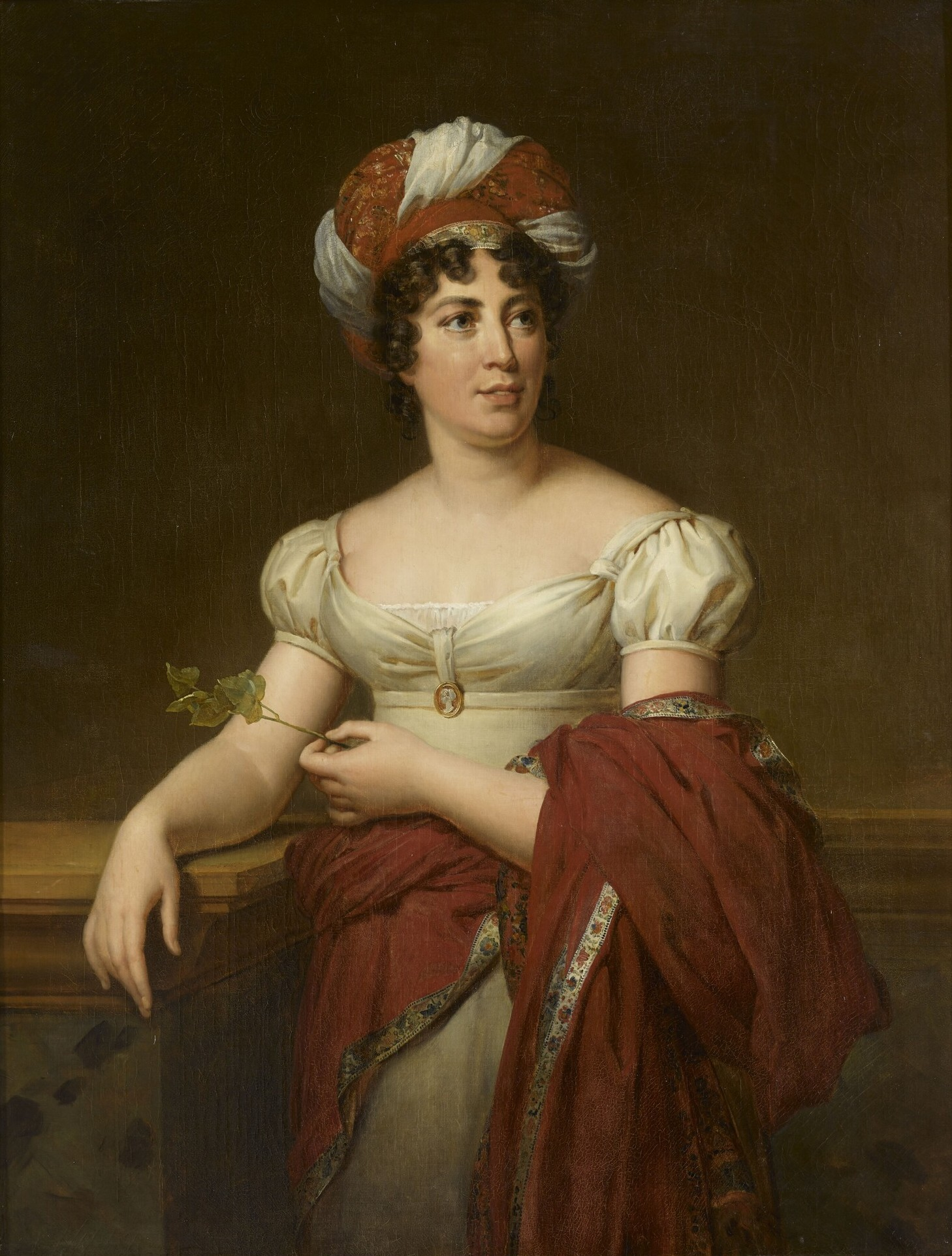
Doamna de Staël

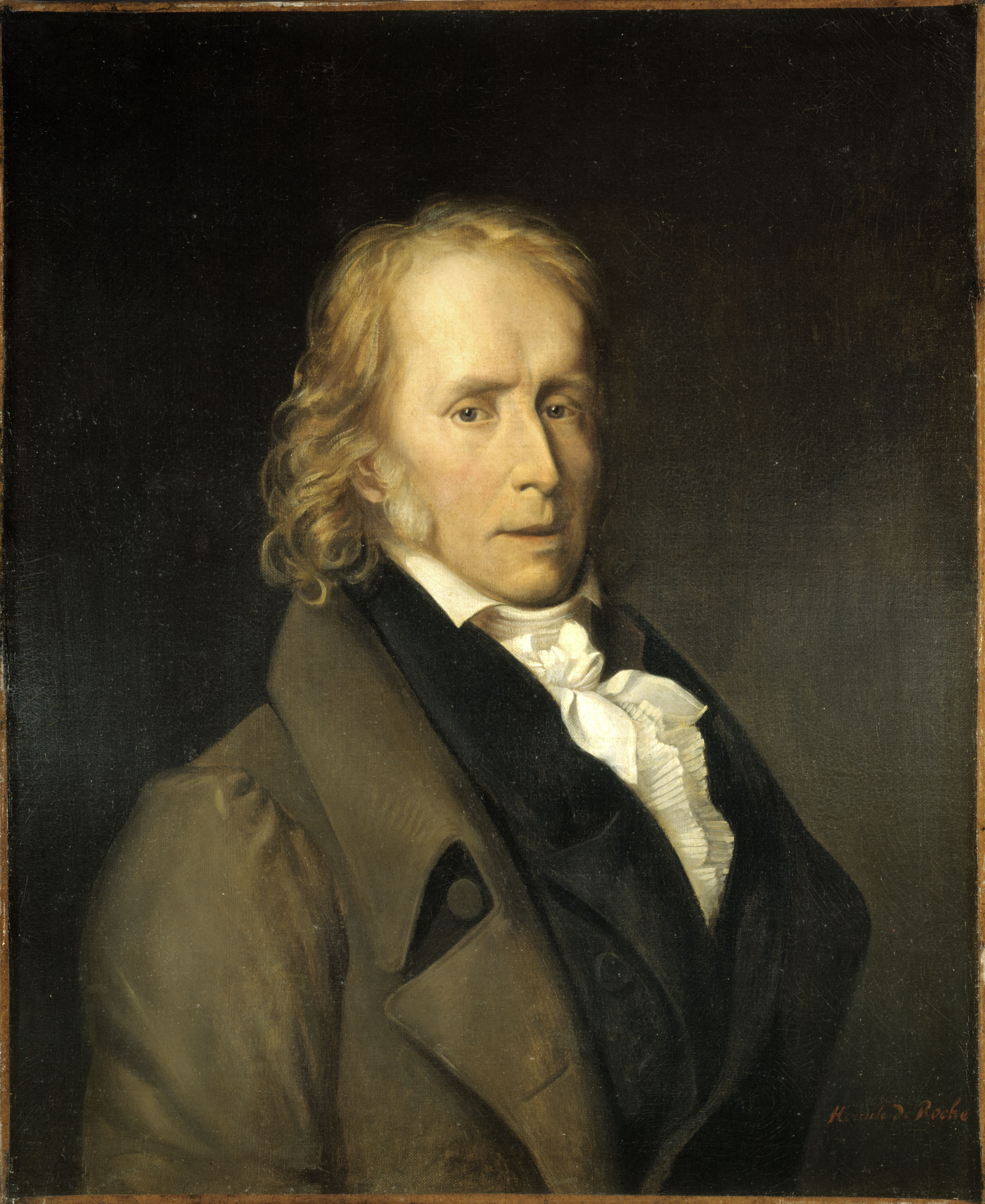
Benjamin Constant, un activist politic și teoretician franco-elvețian

Dezvoltarea liberalismului clasic modern, în contrast cu liberalismul antic, a avut loc înainte și imediat după Revoluția Franceză. Unul dintre centrele istorice ale acestei dezvoltări a fost Castelul Coppet, situat lângă Geneva, unde s-a reunit celebrul grup Coppet sub patronajul scriitoarei exilate și salonnière, Madame de Staël, în perioada cuprinsă între instaurarea Primului Imperiu al lui Napoleon(1804) și Restaurarea Bourbonilor din 1814–1815. Concentrarea fără precedent a gânditorilor europeni care s-au întâlnit acolo a avut o influență considerabilă asupra dezvoltării liberalismului din secolul al XIX-lea și, incidental, asupra romantismului.
Printre aceștia se numărau Wilhelm von Humboldt, Jean de Sismondi, Charles Victor de Bonstetten, Prosper de Barante, Henry Brougham, Lord Byron, Alphonse de Lamartine, Sir James Mackintosh, Juliette Récamier și August Wilhelm Schlegel. De asemenea, printre ei se afla și unul dintre primii gânditori care s-au autointitulat „liberali”, protestantul elvețian educat la Universitatea din Edinburgh, Benjamin Constant, care privea către Regatul Unit, mai degrabă decât către Roma Antică, pentru un model practic de libertate într-o societate mercantilă extinsă. Constant a făcut distincția între „Libertatea Anticilor” și „Libertatea Modernilor”.
Libertatea Anticilor era o libertate republicană participativă, care le acorda cetățenilor dreptul de a influența politica direct, prin dezbateri și voturi în adunarea publică. Pentru a susține acest nivel de participare, cetățenia era o obligație morală împovărătoare, care necesita un efort considerabil de timp și energie. În general, acest lucru presupunea existența unui subgrup de sclavi care să îndeplinească majoritatea muncii productive, lăsând cetățenii liberi să se ocupe de treburile publice. Libertatea Anticilor era, de asemenea, limitată la societăți relativ mici și omogene, formate doar din bărbați, unde cetățenii se puteau aduna într-un singur loc pentru a dezbate treburile publice.
În contrast, Libertatea Modernilor era bazată pe deținerea libertăților civile, respectarea statului de drept și protecția împotriva intervenției excesive a statului. Participarea directă era limitată, fiind o consecință inevitabilă a dimensiunii statelor moderne și a faptului că, într-o societate mercantilă fără sclavi, aproape toată lumea trebuia să-și câștige existența prin muncă. În locul participării directe, cetățenii își alegeau reprezentanți care deliberau în Parlament în numele lor, scutindu-i de implicarea politică zilnică.
Importanța scrierilor lui Constant despre libertatea anticilor și libertatea „modernilor” a contribuit la înțelegerea liberalismului, la fel ca și critica sa asupra revoluției Franceze. Filosoful și istoricul ideilor britanic, Sir Isaiah Berlin, a evidențiat influența profundă pe care Constant a avut-o asupra gândirii liberale.

#### Liberalismul Britanic

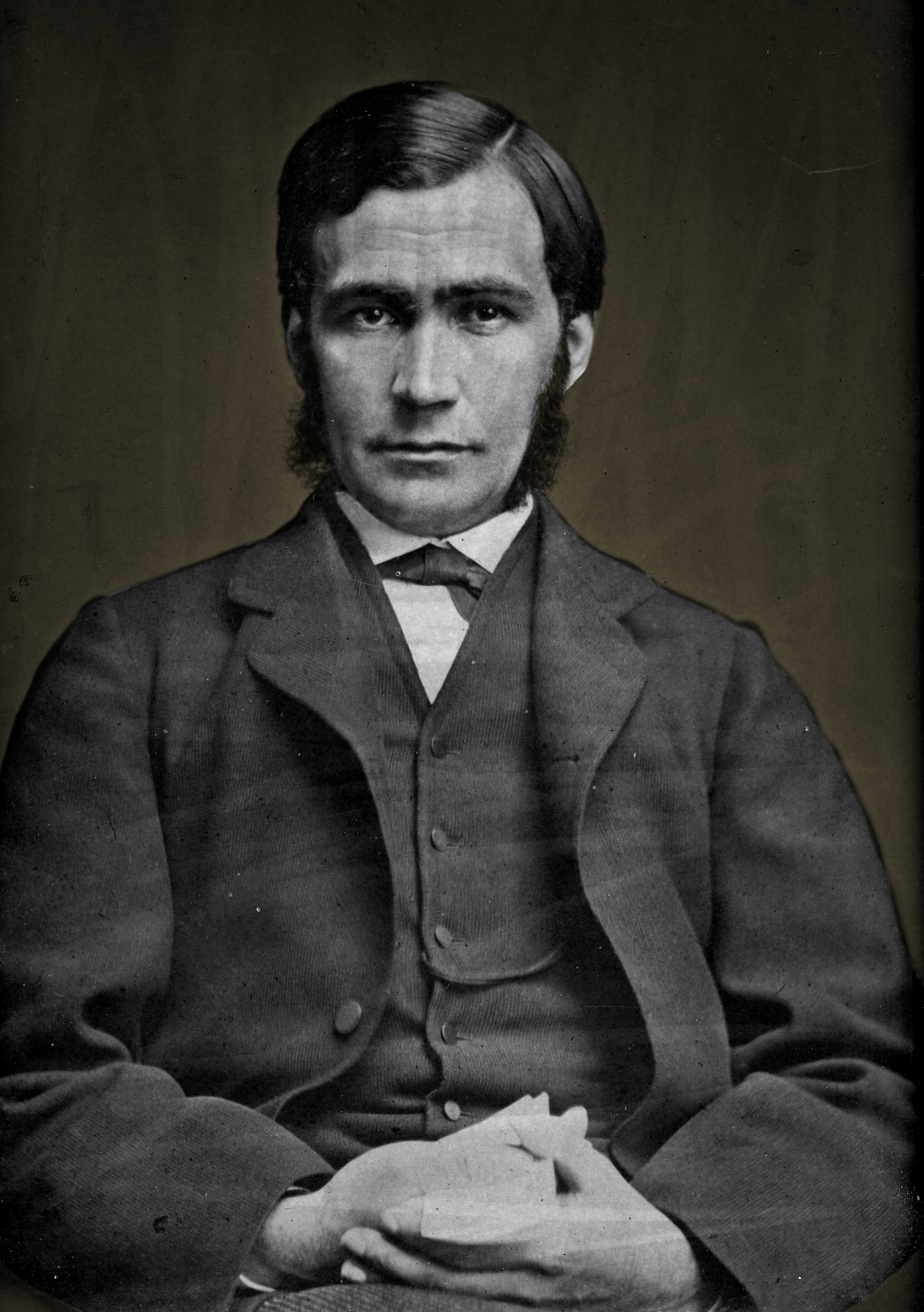
T. H. Green, un influent filozof liberal care a stabilit în Prolegomena to Ethics (1884) primele baze majore pentru ceea ce mai târziu a devenit cunoscut drept libertate pozitivă

Liberalismul în Marea Britanie s-a bazat pe concepte fundamentale precum economia clasică, comerțul liber, un guvern de tip laissez-faire cu intervenție și impozitare minimă și un buget echilibrat. Liberalii clasici erau devotați individualismului, libertății și drepturilor egale. Scriitori precum John Bright și Richard Cobden s-au opus privilegiului și proprietății aristocratice, pe care le considerau un obstacol în calea dezvoltării unei clase de fermieri independenți.
Începând cu sfârșitul secolului al XIX-lea, o nouă concepție despre libertate a intrat în arena intelectuală liberală. Această nouă formă de libertate a devenit cunoscută sub numele de libertate pozitivă, pentru a o deosebi de versiunea anterioară, negativă, și a fost dezvoltată pentru prima dată de filosoful britanic T. H. Green. Green a respins ideea conform căreia oamenii erau conduși exclusiv de interesul propriu, subliniind în schimb circumstanțele complexe implicate în evoluția caracterului nostru moral.
Într-un pas profund pentru viitorul liberalismului modern, el a atribuit societății și instituțiilor politice responsabilitatea de a spori libertatea și identitatea individuală, precum și de a dezvolta caracterul moral, voința și rațiunea. De asemenea, statul avea rolul de a crea condițiile care să permită aceste realizări, asigurând astfel posibilitatea unor alegeri autentice.
Spre deosebire de concepțiile liberale anterioare, care priveau societatea ca fiind formată din indivizi egoiști, Green vedea societatea ca pe un întreg organic, în care toți indivizii au datoria de a promova binele comun. Ideile sale s-au răspândit rapid și au fost dezvoltate de alți gânditori, precum Leonard Trelawny Hobhouse și John A. Hobson. În câțiva ani, acest Nou Liberalism a devenit programul social și politic esențial al Partidului Liberal din Marea Britanie și avea să influențeze o mare parte a lumii în secolul al XX-lea.
Pe lângă examinarea libertății negative și pozitive, liberalii au încercat să înțeleagă relația adecvată dintre libertate și democrație. În timp ce se străduiau să extindă drepturile de vot, liberalii au înțeles tot mai bine că persoanele excluse din procesul decizional democratic erau expuse riscului „tiraniei majorității”, un concept explicat în lucrarea On Liberty de Mill și în Democracy in America (1835) de Alexis de Tocqueville. Ca răspuns, liberalii au început să ceară măsuri de protecție adecvate pentru a împiedica majoritățile să suprime drepturile minorităților.
Pe lângă libertate, liberalii au dezvoltat alte principii importante pentru structura lor filosofică, precum egalitatea, pluralismul și toleranța. Subliniind confuzia legată de primul principiu, Voltaire a comentat: „egalitatea este în același timp cel mai natural și, uneori, cel mai iluzoriu dintre lucruri”. Toate formele de liberalism presupun, într-un anumit sens de bază, că indivizii sunt egali. În susținerea ideii că oamenii sunt în mod natural egali, liberalii presupun că toți dețin același drept la libertate. Cu alte cuvinte, nimeni nu este îndreptățit în mod inerent să se bucure mai mult de beneficiile societății liberale decât oricare altcineva, iar toți oamenii sunt egali în fața legii.
Dincolo de această concepție de bază, teoreticienii liberali au opinii divergente asupra egalității. Filosoful american John Rawls a subliniat necesitatea asigurării egalității în fața legii și a unei distribuții echitabile a resurselor materiale necesare indivizilor pentru a-și dezvolta aspirațiile în viață. Gânditorul libertarian Robert Nozick a fost în dezacord cu Rawls, susținând versiunea anterioară a egalității lockeene.
Pentru a contribui la dezvoltarea libertății, liberalii au promovat, de asemenea, concepte precum pluralismul și toleranța. Prin pluralism, liberalii se referă la diversitatea de opinii și credințe care caracterizează o ordine socială stabilă. Spre deosebire de mulți dintre predecesorii și rivalii lor, liberalii nu caută conformitatea și omogenitatea în modul în care oamenii gândesc. Eforturile lor au fost orientate spre stabilirea unui cadru guvernamental care să armonizeze și să minimizeze conflictele de opinii, permițând în același timp ca aceste opinii să existe și să prospere.
Pentru filosofia liberală, pluralismul conduce în mod firesc la toleranță. Deoarece indivizii vor avea puncte de vedere divergente, liberalii argumentează că aceștia trebuie să respecte și să apere dreptul unii altora de a nu fi de acord. Din perspectiva liberală, toleranța a fost inițial legată de toleranța religioasă, Baruch Spinoza condamnând „stupiditatea persecuției religioase și a războaielor ideologice”. Toleranța a jucat, de asemenea, un rol central în ideile lui Kant și John Stuart Mill. Ambii gânditori au crezut că societatea va conține diferite concepții despre o viață etică bună și că oamenii ar trebui să fie lăsați să facă propriile alegeri fără interferență din partea statului sau a altor indivizi.

### Teoria economică liberală

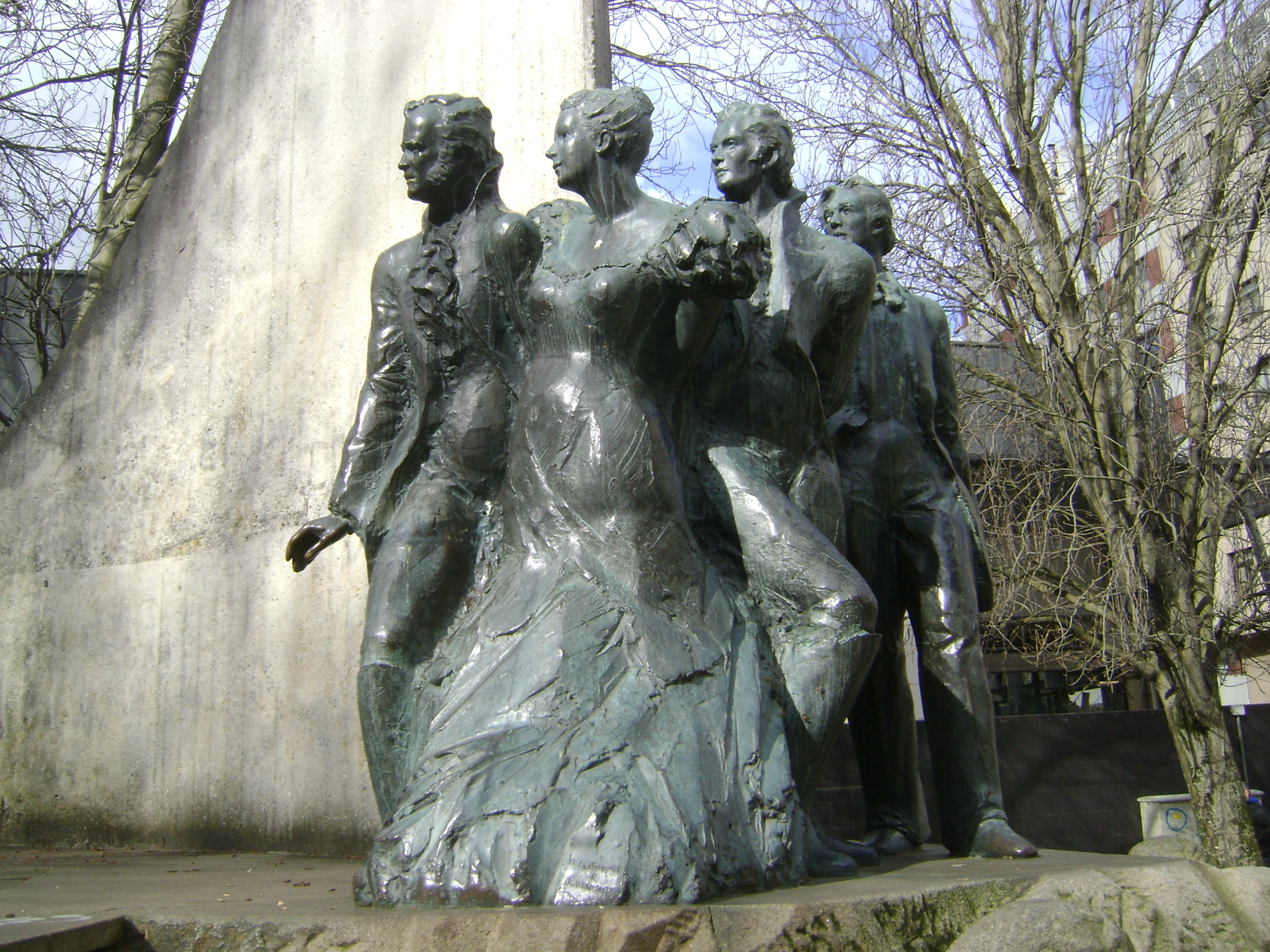
Monumentul liberalilor din secolul al XIX-lea în cartierul Agra del Orzán, La Coruña, Galicia, (Spania)

Cartea lui Adam Smith, Avuția națiunilor, publicată în anul 1776, urmată de tratatul de economie politică al economistului liberal francez Jean-Baptiste Say, publicat în anul 1803 și extins în anul 1830 cu aplicații practice, au furnizat majoritatea ideilor economice până la publicarea lucrării Principiile economiei politice de John Stuart Mill în 1848. Smith a abordat motivația pentru activitatea economică, cauzele prețurilor și distribuția bogăției, precum și politicile pe care statul ar trebui să le urmeze pentru a maximiza bogăția.
Smith a scris că, atât timp cât oferta, cererea, prețurile și concurența sunt lăsate libere de reglementarea guvernamentală, urmărirea interesului material propriu, mai degrabă decât altruismul, maximizează bogăția societății prin producția de bunuri și servicii ghidată de profit. O „mână invizibilă” îi direcționa pe indivizi și firme să contribuie la bunăstarea națiunii ca o consecință neintenționată a eforturilor lor de a-și maximiza câștigurile. Aceasta a oferit o justificare morală pentru acumularea bogăției, care anterior fusese privită de unii ca fiind păcătoasă.
Smith presupunea că lucrătorii ar putea fi plătiți doar atât cât este necesar pentru supraviețuirea lor, idee transformată ulterior de David Ricardo și Thomas Robert Malthus în „legea de fier a salariilor”. El a subliniat beneficiile comerțului liber intern și internațional, care, în opinia sa, putea spori bogăția prin specializarea în producție. De asemenea, Smith s-a opus preferințelor comerciale restrictive, monopolurilor acordate de stat și organizațiilor patronale sau sindicale.
Deși Smith a susținut intervenția minimă a guvernului, el a recunoscut că o anumită reglementare a pieței era necesară pentru a preveni frauda, a proteja consumatorii și a asigura o concurență echitabilă. În afară de aceasta, guvernul ar trebui să se limiteze la apărare, lucrări publice și administrarea justiției, finanțate prin impozite bazate pe venituri. Smith a fost unul dintre precursorii ideii, centrală liberalismului clasic și reluată în literatura despre globalizare din secolele XX și XXI, că comerțul liber promovează pacea.
Economia lui Smith a fost aplicată în practică în secolul al XIX-lea, prin reducerea tarifelor vamale în anii 1820, abrogarea Legii de ajutor pentru săraci care restricționa mobilitatea forței de muncă în 1834 și sfârșitul dominației Companiei Indiilor de Est asupra Indiei în 1858.
În Tratatul de economie politică, Say susține că orice proces de producție necesită efort, cunoștințe și „aplicația” antreprenorului. El vede antreprenorii ca intermediari în procesul de producție, care combină factori productivi precum pământul, capitalul și munca pentru a satisface cerințele consumatorilor. Ca urmare, aceștia joacă un rol central în economie prin funcția lor de coordonare. Say subliniază, de asemenea, calitățile esențiale pentru un antreprenoriat de succes, cum ar fi judecata, prin care aceștia evaluează nevoile pieței și mijloacele de a le satisface.
Say este asociat cu „legea piețelor” sau „legea lui Say”, rezumată prin expresii precum „Oferta creează propria cerere”. Keynes a criticat formulările lui Say, considerând că acestea se reduc la același lucru. Totuși, susținătorii legii lui Say consideră că aceasta ar trebui rezumată mai precis prin „producția precede consumul” și că ideea sa este că, pentru ca să existe consum, trebuie produs ceva de valoare care să poată fi schimbat pentru bani sau prin troc.
Teorii conexe apar în lucrările lui John Stuart Mill și ale tatălui său, economistul scoțian James Mill. Mill senior a reafirmat în 1808 ideea că „producția de mărfuri creează și este singura cauză universală care creează o piață pentru mărfurile produse”.
Pe lângă moștenirea lui Smith și Say, teoriile despre populație ale lui Thomas Malthus și legea de fier a salariilor a lui Ricardo au devenit doctrine centrale ale economiei clasice. Malthus a susținut că creșterea populației va depăși producția alimentară, iar natura va corecta acest dezechilibru prin vicii și suferință.
Adam Smith și Richard Cobden au argumentat că schimbul liber de bunuri între națiuni ar duce la pacea mondială. Cobden a crezut că cheltuielile militare dăunează bunăstării statului și favorizează o elită restrânsă, combinând opoziția față de politicile mercantiliste cu susținerea piețelor libere.
Utilitarismul, dezvoltat de Jeremy Bentham, a fost folosit ca justificare politică pentru liberalismul economic. Principiul său central era că politica publică ar trebui să urmărească „cea mai mare fericire pentru cel mai mare număr”. Deși acest principiu ar fi putut justifica acțiunea statului pentru reducerea sărăciei, liberalii clasici l-au folosit pentru a justifica inacțiunea, argumentând că beneficiul net pentru toți ar fi mai mare. Această filozofie a influențat politica guvernamentală, ducând la reforme precum crearea poliției metropolitane, reformele penitenciare și stabilirea azilelor pentru bolnavi psihic.

#### Economia keynesiană
În timpul Marii Depresiuni, economistul englez John Maynard Keynes (1883–1946) a oferit răspunsul liberal definitiv la criza economică. Keynes fusese crescut ca liberal clasic, dar mai ales după Primul Război Mondial a devenit din ce în ce mai mult un liberal social sau de bunăstare. Scriitor prolific, el începuse încă din anii 1920 o lucrare teoretică care examina relația dintre șomaj, bani și prețuri. Keynes a fost profund critic la adresa măsurilor de austeritate adoptate de guvernul britanic în timpul Marii Depresiuni.

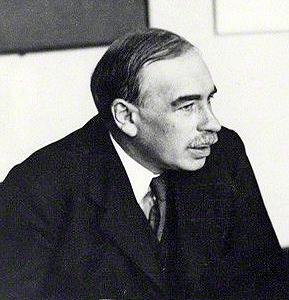
John Maynard Keynes, unul dintre cei mai influenți economiști ai timpurilor moderne și ale cărui idei, care sunt încă simțite pe scară largă, au oficializat politica economică liberală modernă.

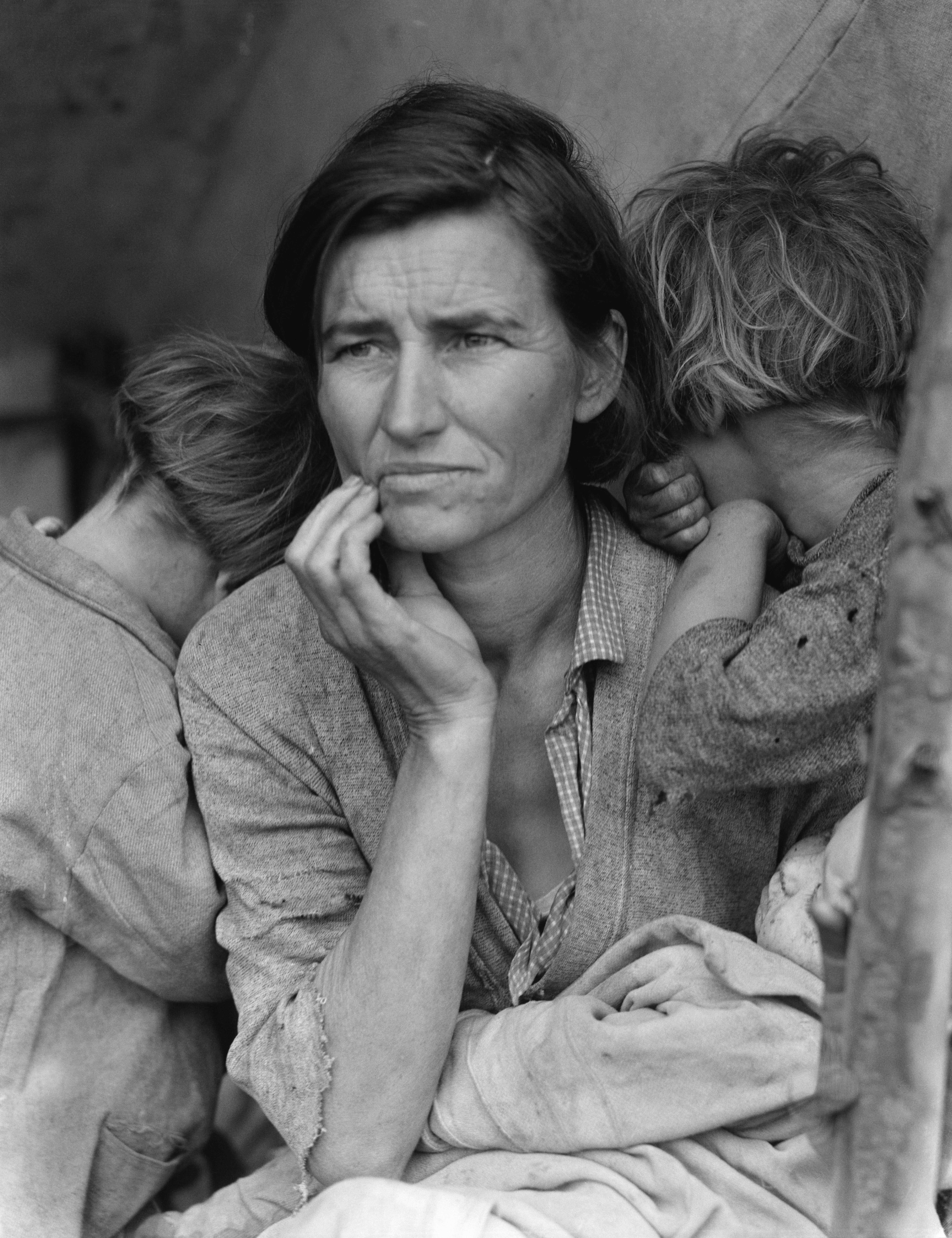
Marea Depresie, cu perioadele sale de greutăți economice la nivel mondial, a format fundalul pe care a avut loc Revoluția Keynesiană

El considera că deficitele bugetare sunt un lucru benefic, apărut ca rezultat al recesiunilor. A scris: „Împrumuturile guvernamentale de un fel sau altul reprezintă, ca să spunem așa, remediul natural pentru prevenirea pierderilor din afaceri, care, într-o criză economică atât de severă precum cea actuală, pot fi atât de mari încât să ducă la oprirea completă a producției”.
La apogeul Marii Depresiuni, în anul 1933, Keynes a publicat The Means to Prosperity, care conținea recomandări specifice pentru combaterea șomajului într-o recesiune globală, în principal prin cheltuieli publice contraciclice. Această lucrare include una dintre primele menționări ale efectului multiplicator.
Lucrarea sa de referință, Teoria generală a ocupării forței de muncă, a dobânzii și a banilor (The General Theory of Employment, Interest and Money), a fost publicată în 1936 și a oferit o justificare teoretică pentru politicile intervenționiste pe care Keynes le susținea pentru a combate recesiunea. Această teorie a contestat paradigma economică neoclasică anterioară, care susținea că piața ar stabili în mod natural un echilibru al ocupării totale a forței de muncă, dacă ar fi lăsată neafectată de intervenția guvernului.
Economiștii clasici credeau în legea lui Say, care afirmă că „oferta creează propria cerere” și că într-o piață liberă, muncitorii vor fi mereu dispuși să accepte salarii mai mici până la un nivel în care angajatorii le pot oferi profitabil locuri de muncă.
O inovație a lui Keynes a fost conceptul de rigiditate a prețurilor, adică recunoașterea faptului că, în realitate, muncitorii refuză adesea să-și reducă pretențiile salariale, chiar și în cazurile în care un economist clasic ar argumenta că este rațional să o facă. Din cauza rigidității prețurilor, s-a stabilit că interacțiunea dintre „cererea agregată” și „oferta agregată” poate duce la echilibre stabile de șomaj, iar în astfel de cazuri, salvarea economiilor nu depinde de piață, ci de stat.
Cartea sa susținea o politică economică activă a guvernului pentru a stimula cererea în perioade de șomaj ridicat, de exemplu, prin cheltuieli pentru lucrări publice. În 1928, el scria: „Să ne apucăm de treabă, folosindu-ne resursele neutilizate pentru a ne crește bogăția. ... Cu oameni și fabrici neocupate, este ridicol să spunem că nu ne putem permite aceste noi dezvoltări. Tocmai cu acești oameni și aceste fabrici ne vom permite să le realizăm”.
Acolo unde piața eșua în alocarea resurselor în mod corespunzător, era necesar ca guvernul să stimuleze economia până când fondurile private ar începe din nou să circule – o strategie de tip „pomparea pompei” destinată să crească producția industrială.

### Teoria feministă liberală
Feminismul liberal, tradiția dominantă în istoria Feminismului, este o formă individualistă de teorie feministă care se concentrează pe capacitatea femeilor de a-și menține egalitatea prin acțiunile și alegerile lor. Feministele liberale speră să eradică toate barierele în calea egalității de gen, susținând că existența continuă a acestor bariere distruge drepturile și libertățile individuale care sunt garantate, în teorie, de un sistem social liberal. Ele argumentează că societatea consideră femeile în mod natural mai puțin capabile intelectual și fizic decât bărbații; prin urmare, tendința este de a discrimina femeile în academie, forum și piață. Feministele liberale consideră că „subordonarea femeilor este înrădăcinată într-un set de constrângeri legale și de obiceiuri care blochează accesul femeilor și succesul lor în așa-zisa lume publică”. Ele luptă pentru egalitatea de gen prin reforme politice și legale.

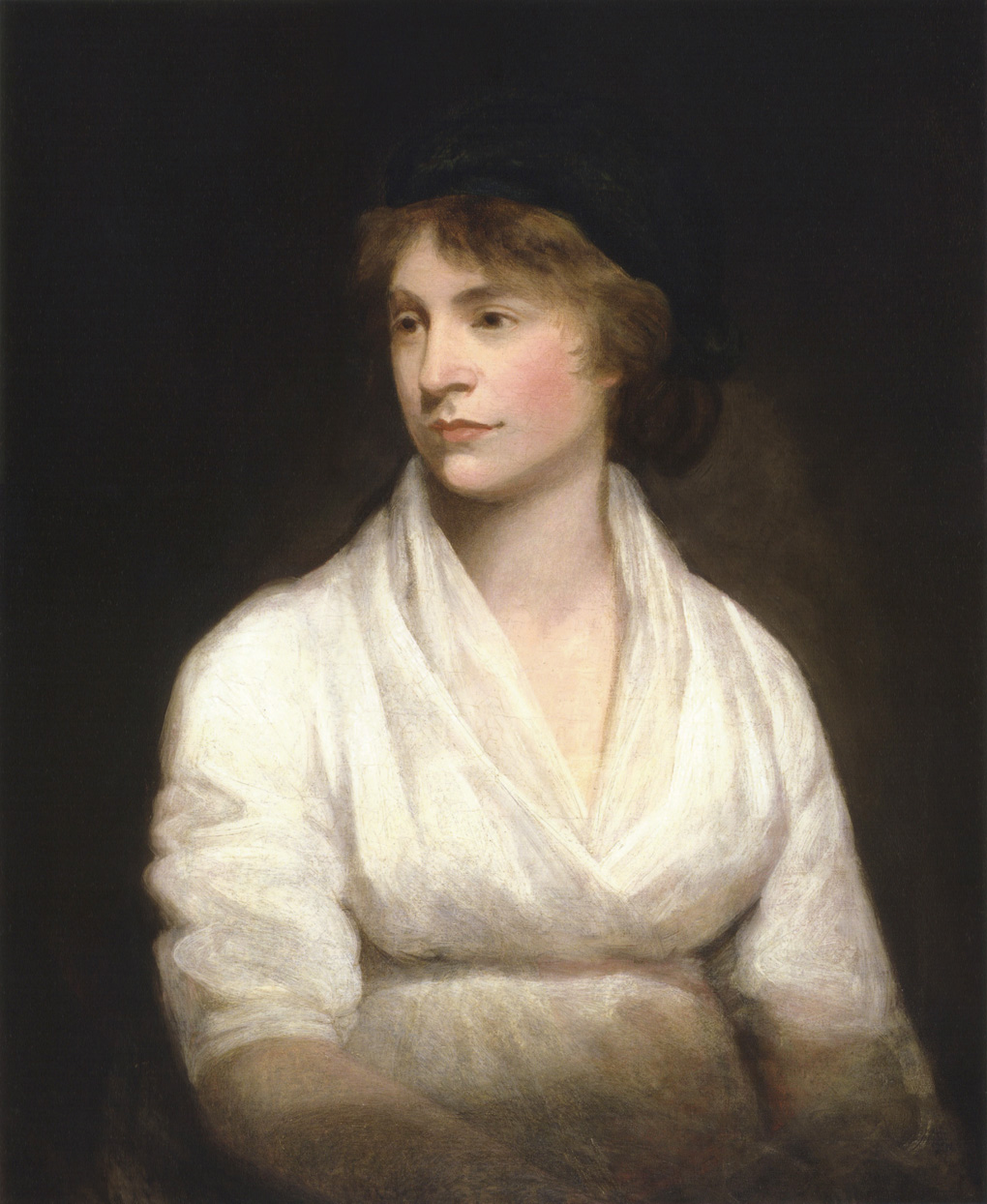
Mary Wollstonecraft, considerată pe scară largă drept pionierul feminismului liberal

Filozofa britanică Mary Wollstonecraft (1759–1797) este larg considerată drept pioniera feminismului liberal, lucrarea sa A Vindication of the Rights of Woman (1792) extinzând limitele liberalismului pentru a include femeile în structura politică a societății liberale. În scrierile sale, precum A Vindication of the Rights of Woman, Wollstonecraft a comentat asupra viziunii societății asupra femeilor și le-a încurajat pe acestea să își folosească vocile în luarea deciziilor, separate de cele care fuseseră făcute anterior pentru ele. Wollstonecraft „a negat faptul că femeile sunt, prin natura lor, mai orientate spre plăcere și oferirea plăcerii decât bărbații. Ea a raționat că, dacă ar fi fost închise în aceleași cuști care captează femeile, bărbații ar fi dezvoltat aceleași caractere defectuoase. Ceea ce Wollstonecraft își dorea cel mai mult pentru femei era statutul de persoană”.
John Stuart Mill a fost, de asemenea, un susținător timpuriu al feminismului. În articolul său The Subjection of Women (1861, publicat în 1869), Mill a încercat să demonstreze că subjugarea legală a femeilor este greșită și că ar trebui să cedeze locul unei egalități perfecte. El credea că ambele sexe ar trebui să aibă aceleași drepturi în fața legii și că „până când nu vor exista condiții de egalitate, nimeni nu poate evalua diferențele naturale dintre femei și bărbați, distorsionate așa cum au fost ele. Ce este natural pentru cele două sexe poate fi descoperit doar permițându-le ambelor să se dezvolte și să-și folosească facultățile în mod liber”. Mill vorbea adesea despre acest dezechilibru și se întreba dacă femeile ar putea simți aceleași „neegoisme autentice” pe care le simt bărbații atunci când își întrețin familiile. Acest neegoism pe care Mill îl susținea este cel „care îi motivează pe oameni să ia în considerare binele societății, precum și binele persoanei individuale sau al unei mici unități de familie”. La fel ca Mary Wollstonecraft, Mill compara inegalitatea de gen cu sclavia, susținând că soții lor sunt adesea la fel de abuzivi ca stăpânii și că un om controlează aproape fiecare aspect al vieții altui om. În cartea sa The Subjection of Women, Mill susține că trei părți majore ale vieții femeilor le împiedică: societatea și construcția de gen, educația și căsătoria.
Feminismul de echitate este o formă de feminism liberal despre care se discută din anii 1980, fiind, în mod specific, un tip de feminism clasic liberal sau libertarian. Steven Pinker, un psiholog evoluționist, definește feminismul de echitate ca „o doctrină morală despre tratamentul egal, care nu face angajamente cu privire la problemele empirice deschise în psihologie sau biologie”. Barry Kuhle susține că feminismul de echitate este compatibil cu psihologia evoluționistă, spre deosebire de feminismul de gen.

### Teoria social-liberală
Jean Charles Léonard Simonde de Sismondi și lucrarea sa New Principles of Political Economy (în franceză: Nouveaux principes d'économie politique, ou de la richesse dans ses rapports avec la population) (1819) reprezintă prima critică liberală cuprinzătoare la adresa capitalismului timpuriu și a economiei de tip laissez-faire. Scrierile sale, studiate de figuri precum John Stuart Mill și Karl Marx, au avut o influență profundă atât asupra răspunsurilor liberale, cât și socialiste față de eșecurile și contradicțiile societății industriale. Până la sfârșitul secolului al XIX-lea, principiile liberalismului clasic au fost tot mai des contestate de încetinirea creșterii economice, de conștientizarea relelor sărăciei, șomajului și privațiunilor relative din orașele industriale moderne, precum și de agitația muncitorilor organizați. Idealul individului care reușea prin muncă și talent devenea din ce în ce mai greu de crezut. O reacție politică importantă împotriva schimbărilor aduse de industrializare și capitalismul de tip laissez-faire a venit din partea conservatorilor preocupați de echilibrul social, deși socialismul a devenit ulterior o forță mai semnificativă pentru schimbare și reformă. Unii scriitori victoriani, precum Charles Dickens, Thomas Carlyle și Matthew Arnold, au devenit critici influenți ai nedreptății sociale.

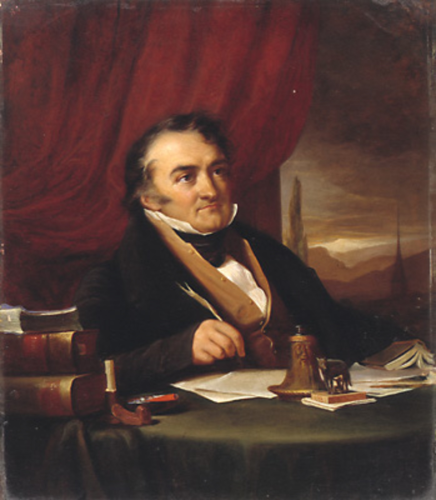
Sismondi, cel care a scris prima critică a pieței libere din perspectivă liberală în anul 1819

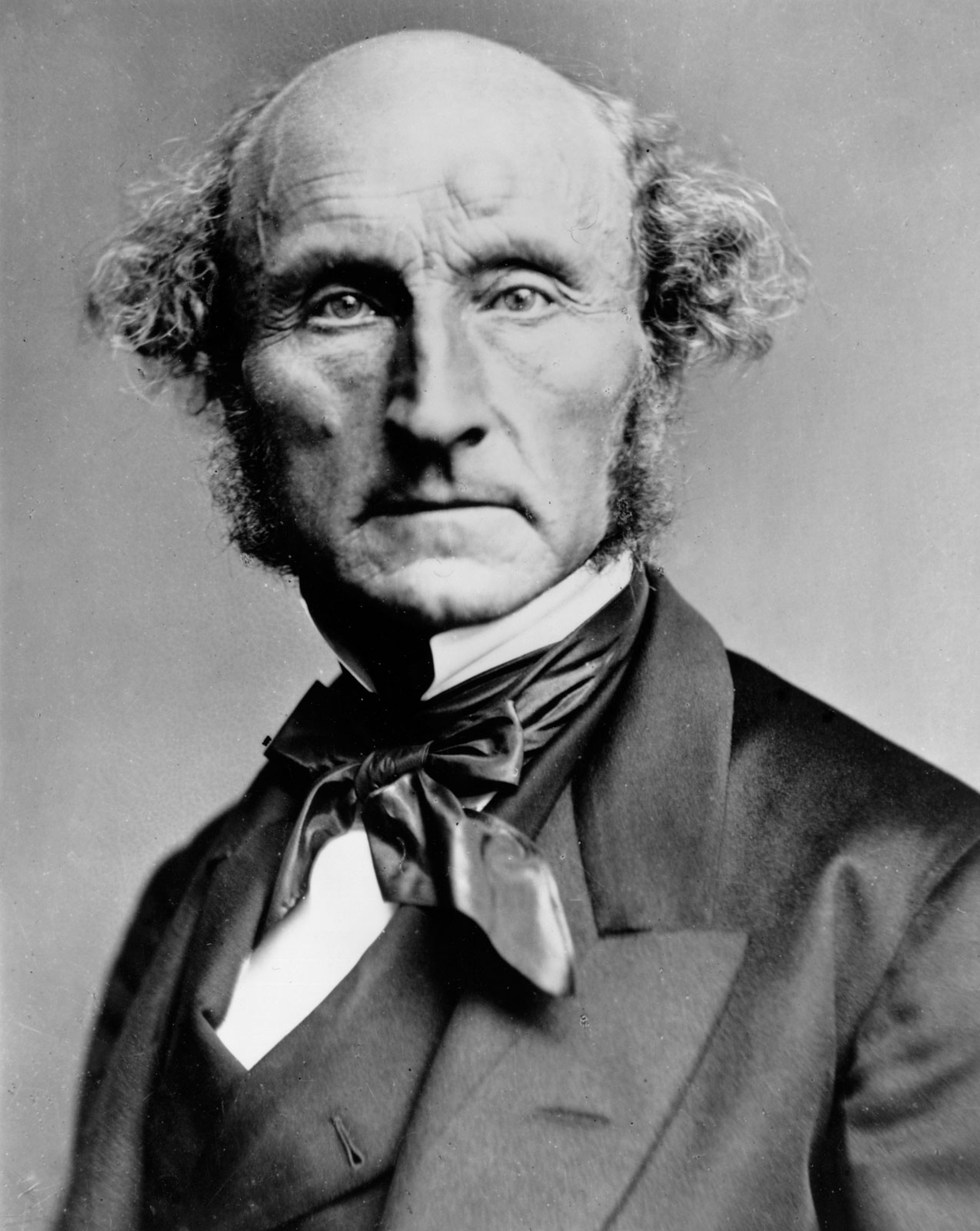
John Stuart Mill, al cărui eseu a influențat foarte mult liberalismul secolului al XIX-lea

Liberalii moderni au început să adapteze limbajul clasic al liberalismului pentru a face față acestor circumstanțe dificile, pe care le considerau rezolvabile doar printr-o concepție mai amplă și mai intervenționistă a statului. Un drept egal la libertate nu putea fi stabilit doar prin asigurarea faptului că indivizii nu interferează fizic unii cu alții sau prin aplicarea unor legi imparțiale. Erau necesare măsuri mai pozitive și mai proactive pentru a garanta că fiecare individ avea o șansă egală de succes. John Stuart Mill a contribuit enorm la gândirea liberală, combinând elemente ale liberalismului clasic cu ceea ce avea să fie cunoscut drept noul liberalism. În lucrarea sa din 1859, Despre libertate, Mill a abordat natura și limitele puterii care poate fi exercitată în mod legitim de societate asupra individului. El a oferit o apărare pasionată a libertății de exprimare, susținând că discursul liber este o condiție necesară pentru progresul intelectual și social. Mill a definit "libertatea socială" ca protecție împotriva "tiraniei conducătorilor politici". A introdus concepte variate ale tiraniei, cum ar fi tirania socială și tirania majorității, și a susținut limitarea puterii conducătorilor prin recunoașterea drepturilor politice și instituirea unui sistem de "controale constituționale".
Definiția sa despre libertate, influențată de Joseph Priestley și Josiah Warren, era că individul ar trebui să fie liber să facă ce dorește, atâta timp cât nu dăunează altora. Totuși, deși filosofia sa economică inițială susținea piețele libere și critica impozitarea progresivă ca fiind o penalizare a celor care muncesc mai mult, ulterior Mill și-a schimbat viziunea spre o abordare mai socialistă. A adăugat capitole la Principiile economiei politice în apărarea unei perspective socialiste, inclusiv propunerea radicală de abolire a sistemului salarial în favoarea unui sistem salarial cooperativ.
Un alt liberal timpuriu care a adoptat ideea unei intervenții guvernamentale mai mari a fost T. H. Green. Observând efectele alcoolului, el considera că statul ar trebui să încurajeze și să protejeze mediile sociale, politice și economice în care indivizii au cele mai bune șanse să acționeze conform conștiinței lor. Statul ar trebui să intervină doar acolo unde există o tendință clară, dovedită și puternică ca libertatea să ducă la înrobirea individului. Green considera statul național legitim doar în măsura în care susține un sistem de drepturi și obligații cel mai probabil să favorizeze auto-realizarea individuală.
Mișcarea Noului Liberalism sau a liberalismului social a apărut în jurul anului 1900, în Marea Britanie. Noii liberali, incluzând intelectuali precum L. T. Hobhouse și John A. Hobson, vedeau libertatea individuală ca fiind posibilă doar în condiții sociale și economice favorabile. În opinia lor, sărăcia, mizeria și ignoranța în care trăiau mulți oameni făceau imposibilă înflorirea libertății și individualității. Noii liberali credeau că aceste condiții puteau fi ameliorate doar prin acțiune colectivă coordonată de un stat puternic, orientat spre bunăstare și intervenționist. Această mișcare susținea o economie mixtă, incluzând proprietatea publică și privată asupra bunurilor de capital.
Principiile descrise drept liberalism social au fost bazate pe sau dezvoltate de filosofi precum John Stuart Mill, Eduard Bernstein, John Dewey, Carlo Rosselli, Norberto Bobbio și Chantal Mouffe. Alte figuri importante ale liberalismului social includ Guido Calogero, Piero Gobetti, Leonard Trelawny Hobhouse și R. H. Tawney. Socialismul liberal a avut un rol deosebit de important în politica britanică și italiană.

### Teoria liberală anti-statală

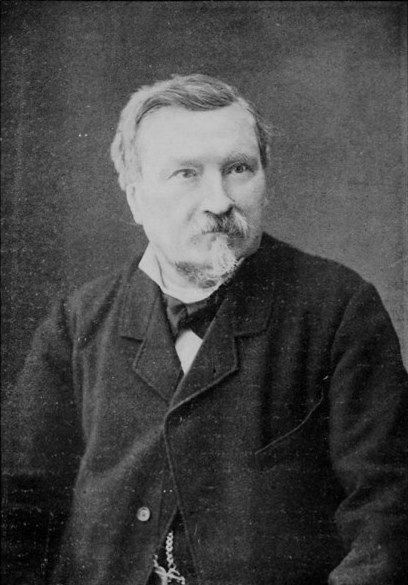
Gustave de Molinari

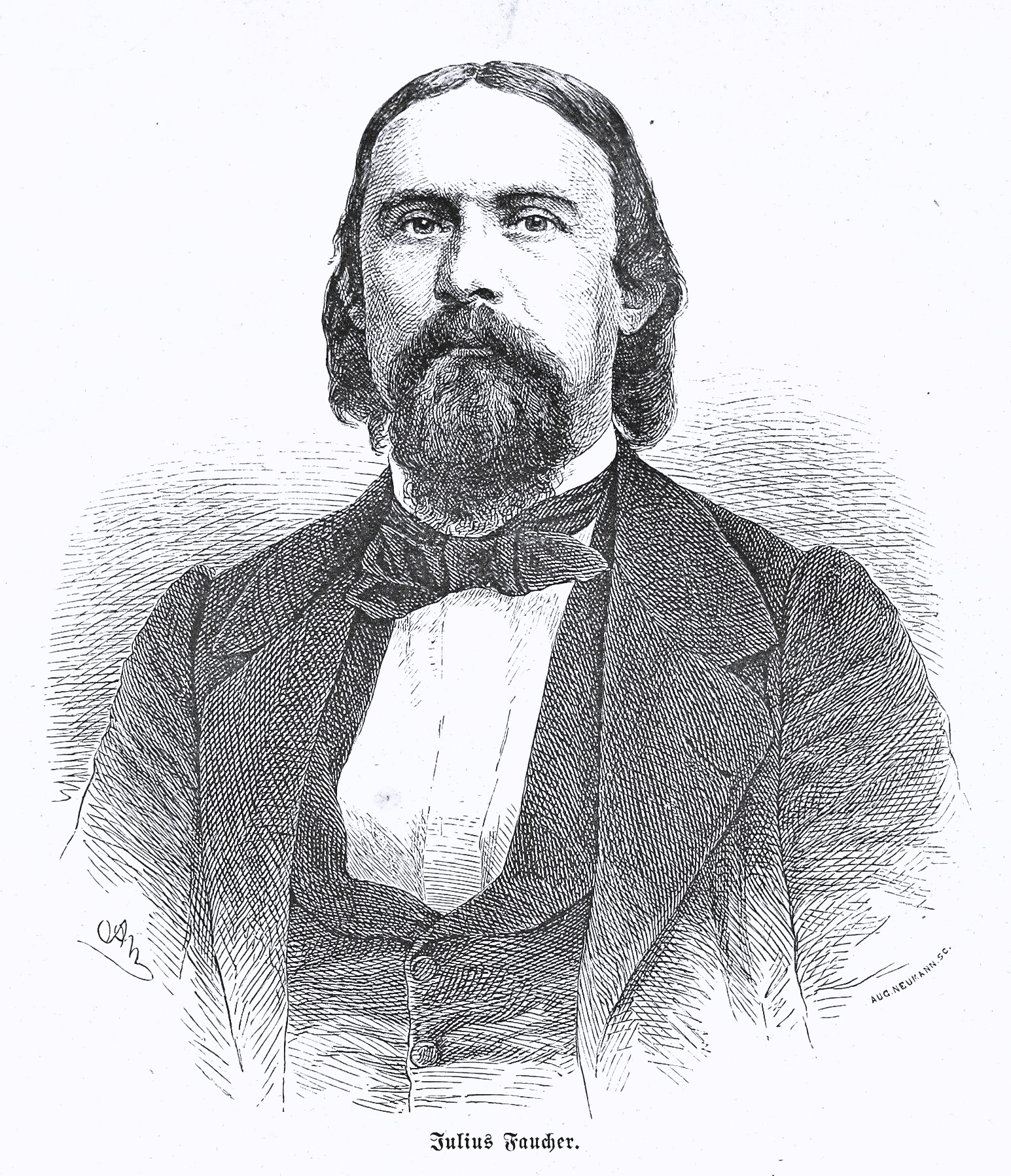
Julius Faucher

Liberalismul clasic susține comerțul liber sub domnia legii. În contrast, „tradiția liberală anti-stat”, descrisă de Ralph Raico, sprijină un sistem în care aplicarea legii și instanțele sunt furnizate de companii private, minimizând sau respingând rolul statului. Diverși teoreticieni au promovat filozofii juridice similare cu anarho-capitalismul. Unul dintre primii liberali care a discutat posibilitatea privatizării protecției libertății și proprietății individuale a fost filosoful francez Jakob Mauvillon, în secolul al XVIII-lea. Ulterior, în anii 1840, Julius Faucher și Gustave de Molinari au susținut aceeași idee. În eseul său The Production of Security, Molinari a afirmat: „Niciun guvern nu ar trebui să aibă dreptul de a împiedica un alt guvern să concureze cu el sau să oblige consumatorii de securitate să apeleze exclusiv la acesta pentru acest serviciu”. Molinari și acest nou tip de liberali anti-stat și-au fundamentat raționamentul pe idealuri liberale și pe economia clasică.
Istoricul și libertarianul Ralph Raico a susținut că ceea ce acești filosofi liberali au propus era o formă de anarhism individualist sau, cum ar fi numit astăzi, anarho-capitalism sau anarhism de piață. Spre deosebire de liberalismul lui Locke, care considera statul o evoluție naturală a societății, liberalii anti-stat vedeau un conflict fundamental între interacțiunile voluntare ale oamenilor, adică societatea, și instituțiile de forță, adică statul. Această idee a opoziției dintre societate și stat a fost exprimată în diverse moduri: Societate naturală vs Societate artificială, Libertate vs Autoritate, Societate contractuală vs Societate autoritară și Societate industrială vs Societate militantă, printre altele.
Tradiția liberală anti-stat din Europa și Statele Unite a continuat după Molinari în scrierile timpurii ale lui Herbert Spencer și ale gânditorilor precum Paul Émile de Puydt și Auberon Herbert. Cu toate acestea, primul care a folosit termenul de anarho-capitalism a fost Murray Rothbard. La mijlocul secolului al XX-lea, Rothbard a sintetizat elemente din Școala Austriacă de economie, liberalismul clasic și anarhiștii individualiști americani din secolul al XIX-lea, precum Lysander Spooner și Benjamin Tucker (respingând însă teoria valorii muncii și normele derivate din aceasta).
Anarho-capitalismul pledează pentru eliminarea statului în favoarea suveranității individuale, a proprietății private și a piețelor libere. Anarho-capitaliștii cred că, în absența legilor decretate (statute), societatea s-ar îmbunătăți prin disciplina pieței libere (sau, cum o numesc susținătorii, o „societate voluntară”).
Într-o societate anarho-capitalistă teoretică, aplicarea legii, instanțele și toate celelalte servicii de securitate ar fi operate de competitori finanțați privat, mai degrabă decât centralizat, prin impozitare. Banii și alte bunuri și servicii ar fi furnizate în mod privat și competitiv într-o piață deschisă. Anarho-capitaliștii susțin că activitățile personale și economice din cadrul anarho-capitalismului ar fi reglementate de organizații de soluționare a disputelor bazate pe victime, în conformitate cu dreptul civil și contractual, mai degrabă decât prin statute și pedepse centralizate, pe care le descriu drept „monopoluri politice”.
O societate anarho-capitalistă în viziunea rothbardiană ar funcționa conform unui „cod legal libertarian” convenit în comun, care ar fi acceptat pe scară largă și pe care instanțele s-ar angaja să îl respecte. Deși metodele de aplicare pot varia, acest pact ar recunoaște proprietatea de sine și principiul non-agresiunii (NAP).

## Istorie

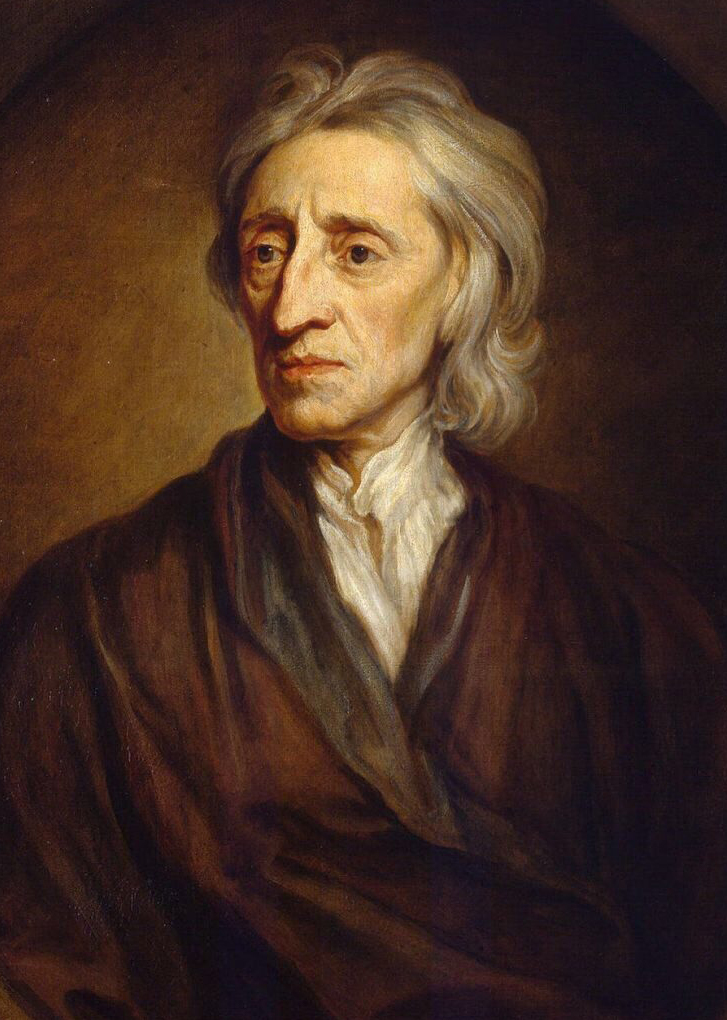
John Locke a fost primul care a dezvoltat o filozofie liberală, inclusiv dreptul la proprietate privată și consimțământul celor guvernați.

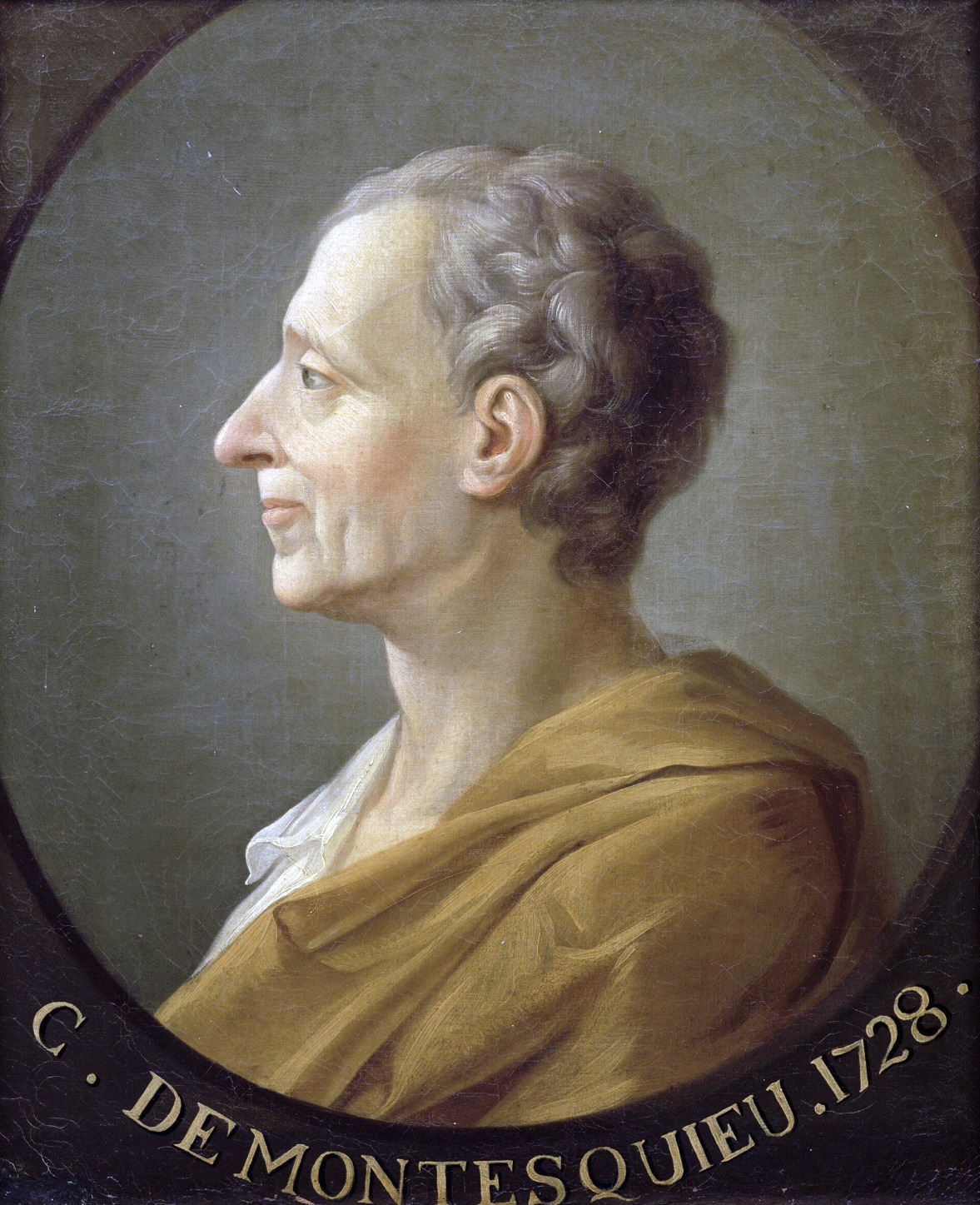
Montesquieu, cel care a militat pentru separarea puterilor guvernamentale

Pictura iconică 'Libertatea conduce poporul' de Eugène Delacroix, un tablou al Revoluției din iulie din 1830

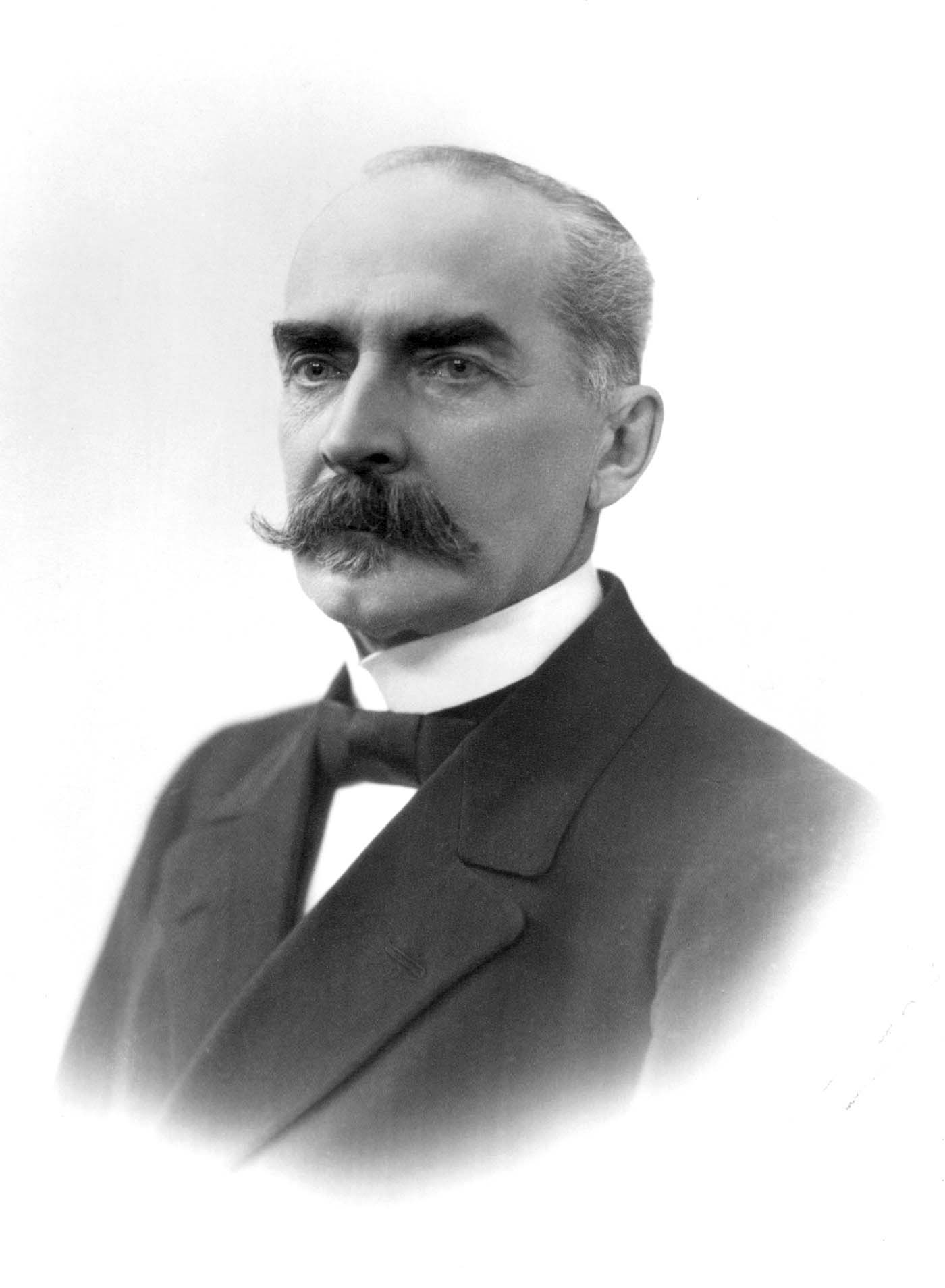
Ca naționalist liberal, K. J. Ståhlberg (1865–1952), președintele Finlandei, a ancorat statul în democrația liberală

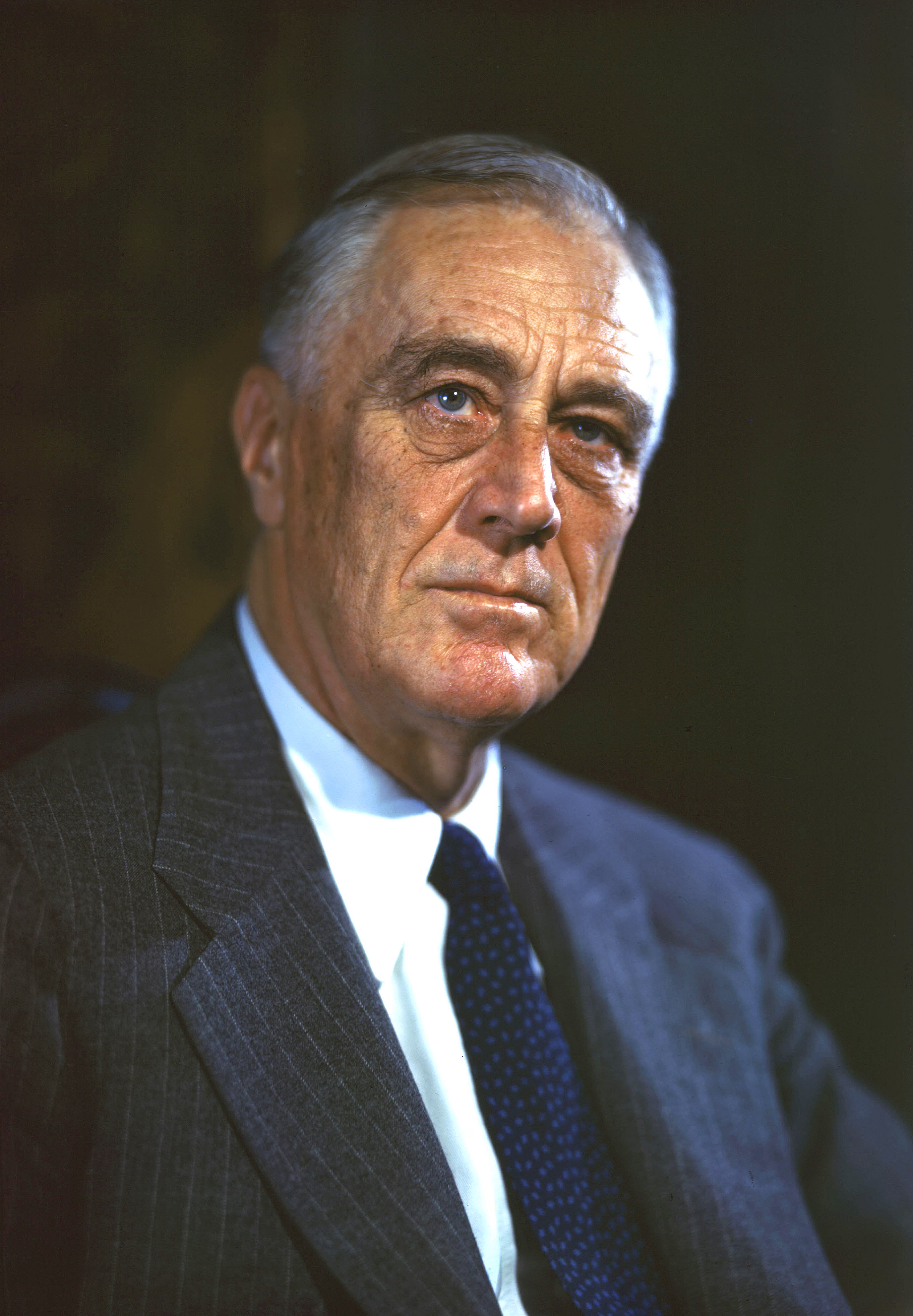
Franklin D. Roosevelt

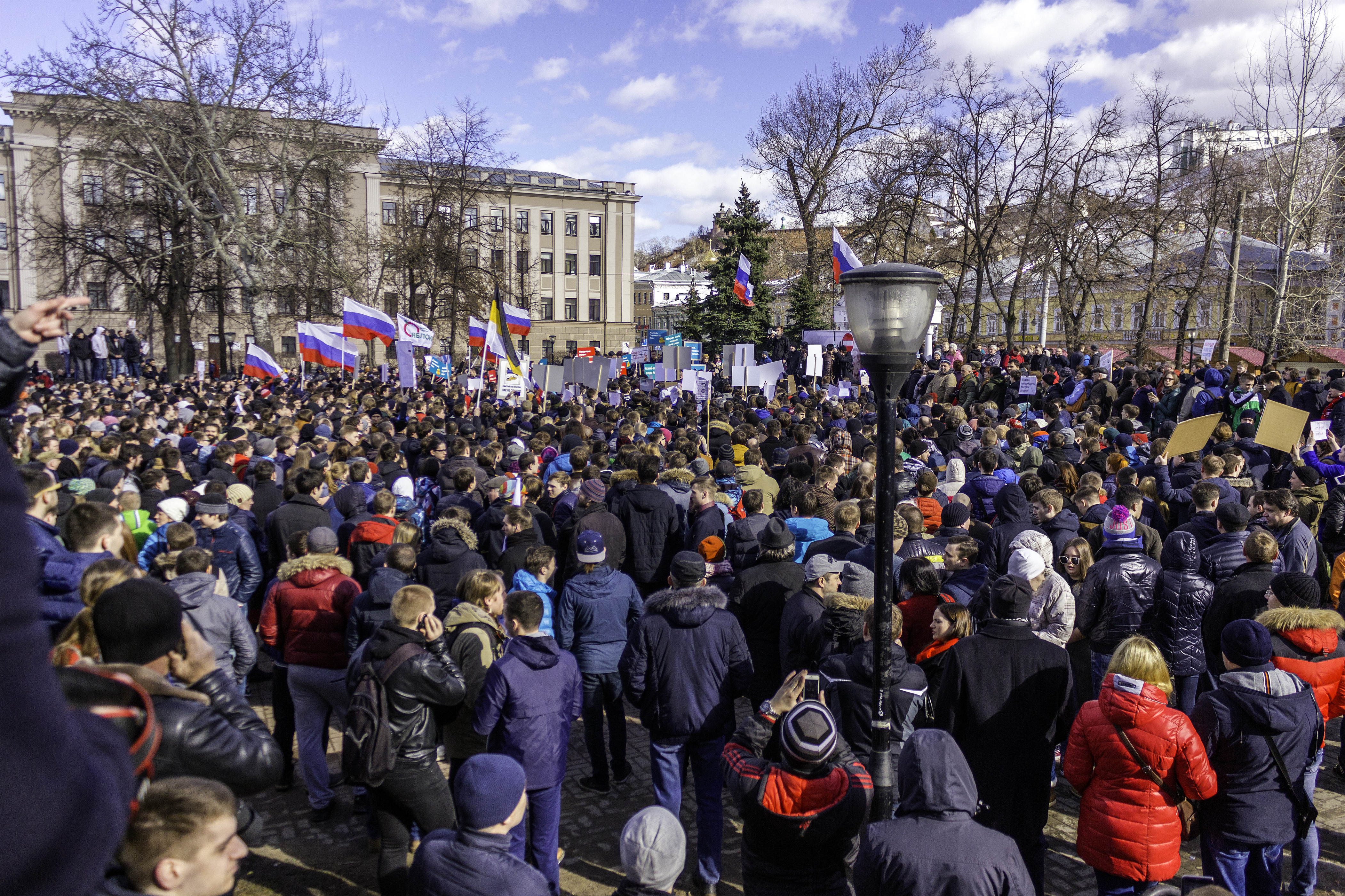
Protestele rusești din 2017-2018 au fost organizate de opoziția liberală a Rusiei.

Firi diferite ale gândirii liberale au existat în filozofia estică încă din perioada de primăvară și toamnă a Chinei și în filozofia occidentală începând cu Grecia Antică. Economistul Murray Rothbard a sugerat că filozoful taoist chinez Laozi a fost primul libertarian, comparând ideile lui Laozi despre guvernare cu teoria ordinii spontane a lui Friedrich Hayek. Aceste idei au fost pentru prima dată reunite și sistematizate ca o ideologie distinctă de filozoful englez John Locke, considerat în general părintele liberalismului modern.
Primele semne majore ale politicii liberale au apărut în epoca modernă. Aceste idei au început să se cristalizeze în timpul Războiului Civil Englez. Levellers, o mișcare politică minoritară, în mare parte ignorată, formată în principal din puritani, presbiterieni și quakeri, a cerut libertate religioasă, convocarea frecventă a parlamentului și egalitate în fața legii. Revoluția Glorioasă din anul 1688 a consacrat suveranitatea parlamentară și dreptul la revoluție în Marea Britanie, fiind descrisă de autorul Steven Pincus drept „prima revoluție liberală modernă”.
Dezvoltarea liberalismului a continuat pe parcursul secolului al XVIII-lea, odată cu apariția idealurilor Iluminismului, o perioadă de vitalitate intelectuală profundă care a pus sub semnul întrebării tradițiile vechi și a influențat mai multe monarhii europene. Tensiunea politică dintre Anglia și coloniile sale americane a crescut după 1765 și Războiul de Șapte Ani, din cauza problemei taxării fără reprezentare, culminând cu Războiul de independență american și, în cele din urmă, cu Declarația de Independență.
După război, liderii au dezbătut calea de urmat. Articolele Confederației, redactate în anul 1776, s-au dovedit inadecvate pentru a asigura securitatea sau pentru a oferi un guvern funcțional. Congresul Confederației a convocat o Convenție Constituțională în anul 1787, care a dus la redactarea unei noi Constituții a Statelor Unite, ce stabilea un guvern federal. În contextul vremii, Constituția era un document republican și liberal. Rămâne cel mai vechi document liberal de guvernare aflat în vigoare la nivel mondial.
Mișcările aboliționiste și pentru dreptul de vot s-au răspândit, alături de idealurile reprezentative și democratice. Franța a stabilit o republică durabilă în anii 1870. Totuși, naționalismul s-a răspândit rapid după 1815. Un amestec de sentimente liberale și naționaliste în Italia și Germania a dus la unificarea celor două țări la sfârșitul secolului al XIX-lea. Un regim liberal a ajuns la putere în Italia și a pus capăt puterii seculare a papilor. Totuși, Vaticanul a lansat o contra-cruciadă împotriva liberalismului. Papa Pius al IX-lea a emis în 1864 Syllabus Errorum (Lista Erorilor), condamnând liberalismul în toate formele sale. În multe țări, forțele liberale au răspuns prin expulzarea ordinului iezuit.
Până la sfârșitul secolului al XIX-lea, principiile liberalismului clasic au fost tot mai contestate, iar idealul individului autodidact și capabil să își creeze un drum prin muncă părea din ce în ce mai improbabil. Scriitori victoriani precum Charles Dickens, Thomas Carlyle și Matthew Arnold au fost critici influenți timpurii ai nedreptății sociale.
Liberalismul a câștigat avânt la începutul secolului al XX-lea. Bastionul autocrației, țarul Rusiei, a fost răsturnat în prima fază a Revoluției Ruse. Victoria Aliaților în Primul Război Mondial și prăbușirea a patru imperii păreau să marcheze triumful liberalismului pe continentul european, nu doar printre aliații învingători, ci și în Germania și în noile state create în Europa de Est. Militarismul, exemplificat de Germania, a fost înfrânt și discreditat. După cum susține Blinkhorn, temele liberale au devenit dominante, incluzând „pluralism cultural, toleranță religioasă și etnică, autodeterminare națională, economie de piață liberă, guvern reprezentativ și responsabil, comerț liber, sindicalism și soluționarea pașnică a disputelor internaționale printr-un nou organism, Liga Națiunilor”.
În Orientul Mijlociu, liberalismul a condus la perioade constituționale, precum Prima și A Doua Eră Constituțională Otomană și perioada constituțională persană, dar a intrat în declin la sfârșitul anilor 1930 din cauza creșterii și opoziției islamismului și naționalismului pan-arab. Totuși, mulți intelectuali au susținut valorile și ideile liberale. Printre liberalii proeminenți s-au numărat Taha Hussein, Ahmed Lutfi el-Sayed, Tawfiq al-Hakim, Abd El-Razzak El-Sanhuri și Muhammad Mandur.
În Statele Unite, liberalismul modern își are originile în președinția populară a lui Franklin D. Roosevelt, care a inițiat New Deal ca răspuns la Marea criză economică și a câștigat un număr fără precedent de patru alegeri prezidențiale. Coaliția New Deal stabilită de Roosevelt a lăsat un puternic moștenire și a influențat mulți președinți americani de mai târziu, inclusiv John F. Kennedy. Între timp, răspunsul liberal definitivat la Marea Criză Economică a fost oferit de economistul britanic John Maynard Keynes, care începuse încă din anii 1920 să examineze relația dintre șomaj, bani și prețuri.
Marea Criză Economică mondială, începută în 1929, a grăbit discreditarea economiei liberale și a întărit cererile pentru un control mai mare al statului asupra afacerilor economice. Problemele economice au provocat tulburări larg răspândite pe scena politică europeană, conducând la ascensiunea fascismului ca ideologie și mișcare împotriva liberalismului și comunismului, în special în Germania Nazistă și Italia. Ascensiunea fascismului în anii 1930 a culminat, în cele din urmă, cu Al Doilea Război Mondial, cel mai sângeros conflict din istoria umanității. Aliații au prevalat în război până în 1945, iar victoria lor a pregătit scena pentru Războiul Rece dintre Blocul Comunist din Est și Blocul Liberal din Vest.
În Iran, liberalismul s-a bucurat de o largă popularitate. În aprilie 1951, Frontul Național a devenit coaliția de guvernare când Mohammad Mosaddegh, un naționalist liberal ales democratic, a preluat funcția de prim-ministru. Totuși, modul său de guvernare a intrat în conflict cu interesele occidentale, iar el a fost înlăturat de la putere printr-o lovitură de stat la 19 august 1953. Lovitura de stat a pus capăt dominației liberalismului în politica țării.
Printre diferitele mișcări regionale și naționale, mișcarea pentru drepturi civile din Statele Unite din anii 1960 a evidențiat în mod puternic eforturile liberale pentru egalitate de drepturi. Proiectul Great Society, lansat de președintele Lyndon B. Johnson, a condus la crearea programelor Medicare și Medicaid, la instituirea inițiativelor Head Start și Job Corps ca parte a războiului împotriva sărăciei și la adoptarea Legii Drepturilor Civile din 1964, o serie rapidă de evenimente pe care unii istorici le-au numit „Ora Liberală”. Războiul Rece a fost caracterizat de o competiție ideologică extinsă și mai multe războaie prin interpuși, dar temutul Al Treilea Război Mondial între Uniunea Sovietică și Statele Unite nu a avut loc. În timp ce statele comuniste și democrațiile liberale au concurat între ele, o criză economică din anii 1970 a inspirat o îndepărtare de la economia keynesiană, în special sub conducerea lui Margaret Thatcher în Regatul Unit și Ronald Reagan în Statele Unite. Această tendință, cunoscută sub numele de neoliberalism, a reprezentat o schimbare de paradigmă față de consensul keynesian de după război, care a durat din 1945 până în 1980.
Între timp, spre sfârșitul secolului al XX-lea, statele comuniste din Europa de Est s-au prăbușit rapid, lăsând democrațiile liberale drept singurele forme majore de guvernare în Occident.
La începutul celui de-Al Doilea Război Mondial, numărul democrațiilor din lume era aproximativ același ca acum patruzeci de ani. După 1945, democrațiile liberale s-au răspândit foarte rapid, dar apoi au intrat în declin. În The Spirit of Democracy, Larry Diamond susține că, până în 1974, „dictatura, nu democrația, era calea lumii” și că „doar un sfert din statele independente își alegeau guvernele prin alegeri competitive, libere și corecte”. Diamond afirmă că democrația a revenit în forță, iar până în 1995 lumea devenise „predominant democratică”. Totuși, liberalismul continuă să se confrunte cu provocări, în special odată cu creșterea fenomenală a Chinei ca model de combinație între guvernare autoritară și liberalism economic.
Liberalismul este frecvent citat drept ideologia dominantă a epocii moderne.

## Critică

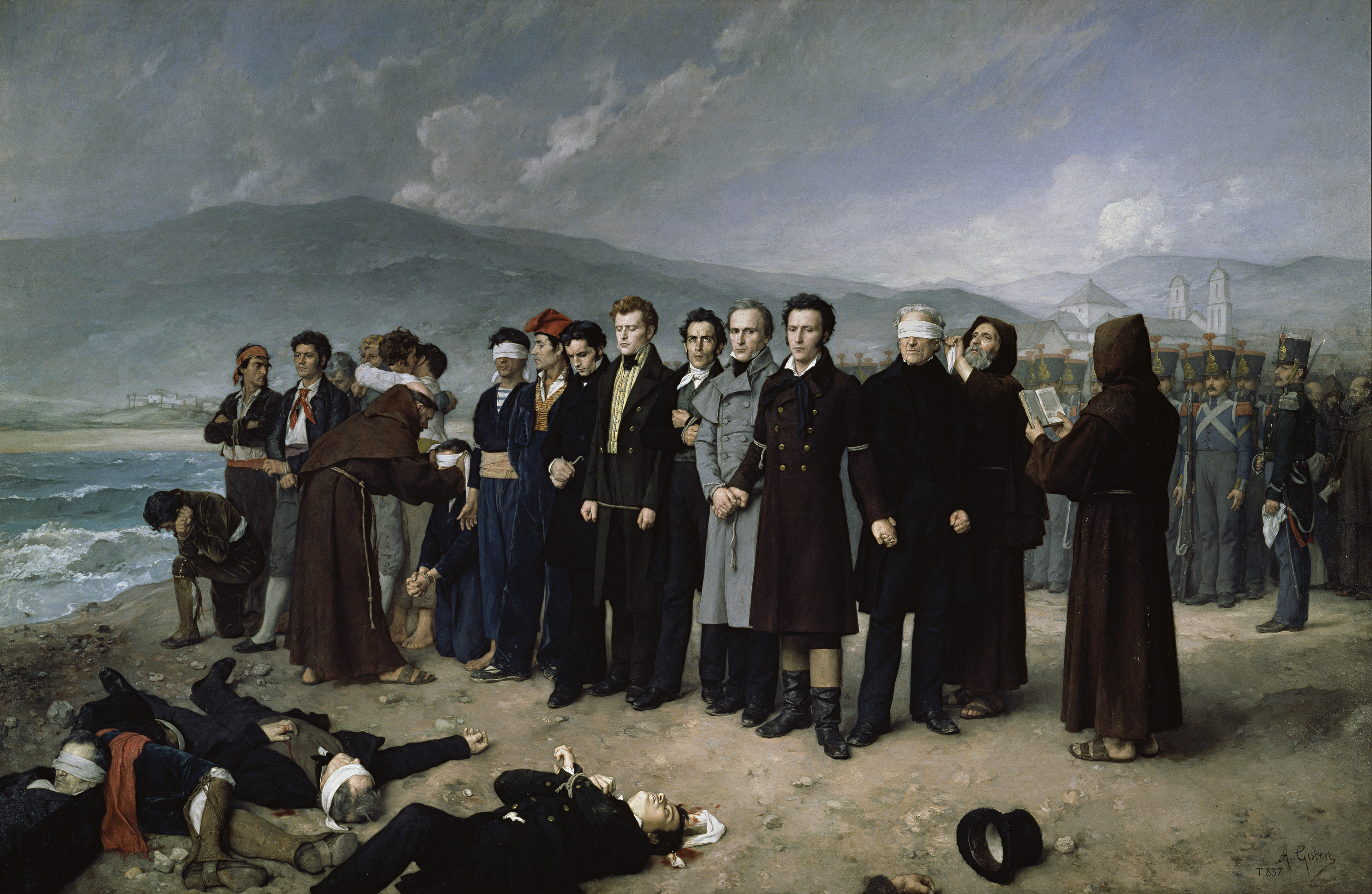
Executarea lui José María de Torrijos y Uriarte și a oamenilor săi în anul 1831 deoarece regele spaniol Ferdinand al VII-lea a luat măsuri represive împotriva forțelor liberale din țara sa

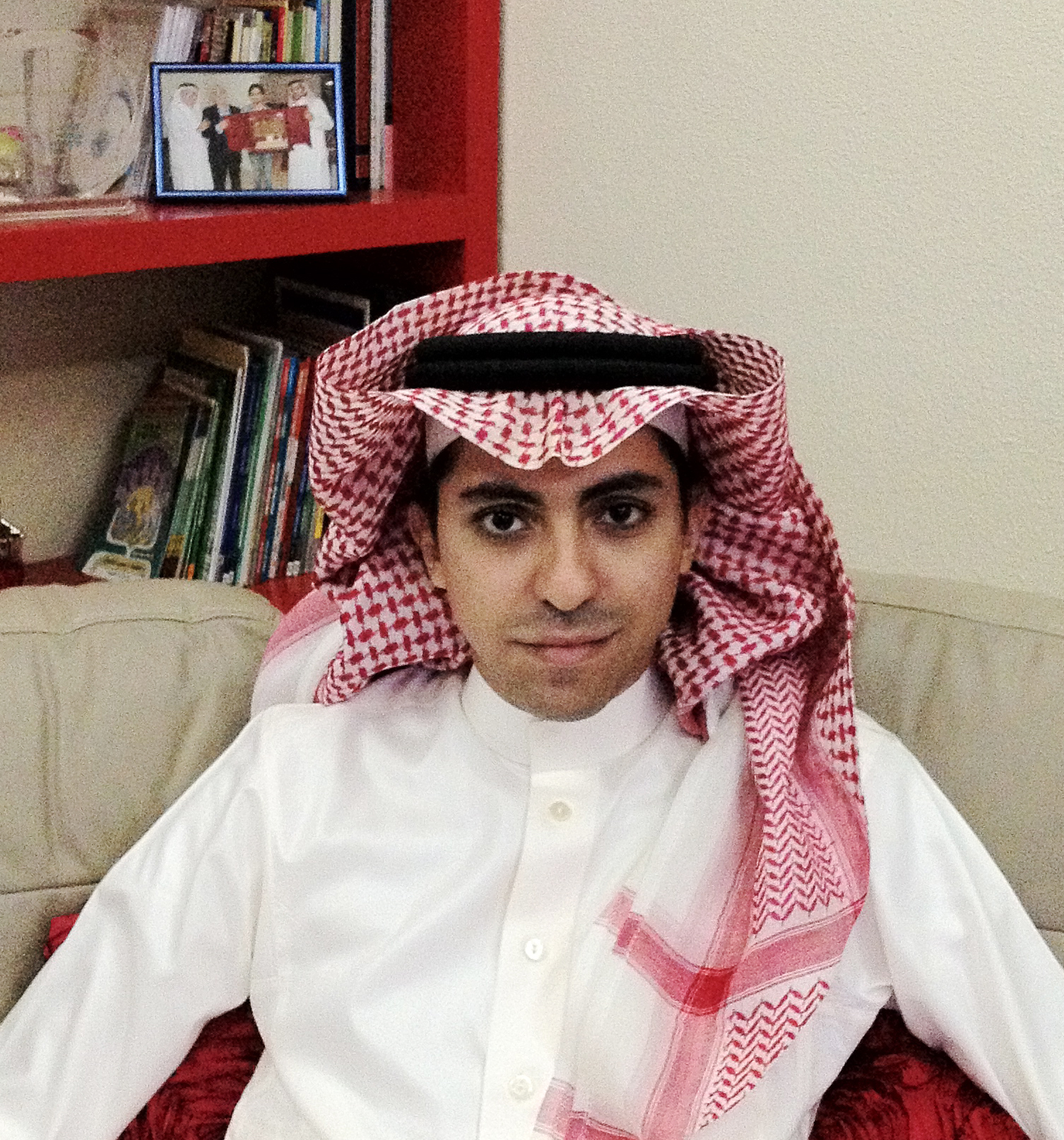
Raif Badawi, un scriitor din Arabia Saudită și creatorul site-ului Free Saudi Liberals, care a fost condamnat la zece ani de închisoare și 1.000 lovituri de bici pentru „insultarea islamului” în 2014.

Liberalismul a atras atât critici, cât și susținere din partea diverselor grupuri ideologice de-a lungul istoriei sale. În ciuda acestor relații complexe, unii cercetători au susținut că liberalismul, de fapt, „respinge gândirea ideologică” în întregime, în mare parte deoarece un astfel de mod de gândire ar putea duce la așteptări nerealiste pentru societatea umană.

### Conservatorism
Conservatorii au criticat ceea ce percep ca fiind urmărirea nechibzuită a progresului și a câștigurilor materiale de către liberali, argumentând că astfel de preocupări subminează valorile sociale tradiționale, bazate pe comunitate și continuitate. Cu toate acestea, câteva variații ale conservatorismului, precum conservatorismul liberal, susțin unele dintre aceleași idei și principii promovate de liberalismul clasic, inclusiv „guvernarea redusă și capitalismul prosper”.
Primul mare susținător al gândirii conservatoare moderne, Edmund Burke, a oferit o critică virulentă a Revoluției Franceze, atacând pretențiile liberale legate de puterea raționalității și de egalitatea naturală a tuturor oamenilor. Totuși, Burke a avut o influență semnificativă asupra altor curente de gândire liberală clasică și a fost apreciat atât de conservatori, cât și de liberali.
În cartea Why Liberalism Failed (2018), Patrick Deneen a susținut că liberalismul a dus la inegalitate veniturilor, declin cultural, atomizare, nihilism, erodarea libertăților și creșterea unor birocrații puternice și centralizate. Cartea argumentează, de asemenea, că liberalismul a înlocuit vechile valori ale comunității, religiei și tradiției cu interesul personal.
Președintele rus Vladimir Putin consideră că „liberalismul a devenit depășit” și susține că marea majoritate a oamenilor din lume se opun multiculturalismului, imigrației și drepturilor civile și politice pentru persoanele LGBTQ.

### Catolicism
Unul dintre cei mai vocali critici timpurii ai liberalismului a fost Biserica Romano-Catolică, ceea ce a dus la lupte de putere îndelungate între guvernele naționale și Biserică.
O mișcare asociată cu democrația modernă, democrația creștină, speră să răspândească ideile sociale catolice și a câștigat un număr mare de adepți în unele națiuni europene. Rădăcinile timpurii ale democrației creștine s-au dezvoltat ca o reacție împotriva industrializării și urbanizării asociate cu liberalismul laissez-faire din secolul al XIX-lea.

### Anarhism
Anarhiștii critică contractul social liberal, argumentând că acesta creează un stat „opresiv, violent, corupt și ostil libertății”.

### Marxism
Karl Marx a respins aspectele fundamentale ale teoriei liberale, sperând să distrugă atât statul, cât și distincția liberală dintre societate și individ, fuzionând cele două într-un întreg colectiv menit să răstoarne ordinea capitalistă aflată în dezvoltare în secolul al XIX-lea.
Vladimir Lenin a afirmat că, spre deosebire de marxism, știința liberală apără sclavia salarială. Cu toate acestea, unii susținători ai liberalismului, precum Thomas Paine, George Henry Evans și Silvio Gesell, au fost critici ai sclaviei salariale.
Deng Xiaoping a crezut că liberalizarea ar distruge stabilitatea politică a Republicii Populare Chineze și a Partidului Comunist Chinez, făcând dificilă dezvoltarea, și este inerent capitalistă. El a denumit-o „liberalizare burgheză”. Astfel, unii socialiști acuză doctrinele economice ale liberalismului, cum ar fi libertatea economică individuală, că dau naștere unui sistem de exploatare care contravine principiilor democratice ale liberalismului, în timp ce unii liberali se opun sclaviei salariale pe care o permit doctrinele economice ale capitalismului.

### Feminism
Unii feministi susțin că accentul pus de liberalism pe distingerea între sferele private și publice ale societății „permite înflorirea bigotismului și intoleranței în sfera privată și cere respectarea egalității doar în sfera publică”, făcând „liberalismul vulnerabil la atacurile populiste de dreapta. Liberalismul politic a respins apelul feministelor de a recunoaște că personalul este politic și s-a bazat pe instituțiile și procesele politice ca bariere împotriva iliberalismului”.

### Democrația socială
Social-democrația este o ideologie care pledează pentru reformarea capitalismului într-un mod progresist. A apărut în secolul al XX-lea și a fost influențată de socialism. Social-democrația își propune să abordeze ceea ce percepe ca fiind defectele inerente ale capitalismului prin reforme guvernamentale, punând accent pe reducerea inegalității. Este important de menționat că social-democrația nu se opune existenței statului. Mai mulți comentatori au remarcat asemănări puternice între liberalismul social și social-democrație, un politolog numind liberalismul american „social-democrație de contrabandă” din cauza absenței unei tradiții social-democratice semnificative în Statele Unite.

### Fascism
Fasciștii acuză liberalismul de materialism și de lipsa valorilor spirituale. În special, fascismul se opune liberalismului din cauza materialismului, raționalismului, individualismului și utilitarismului său. Fasciștii consideră că accentul pus de liberalism pe libertatea individuală produce diviziuni naționale, însă mulți fasciști sunt de acord cu liberalii în sprijinul lor pentru dreptul la proprietate privată și pentru o economie de piață.